# 71 Pułk Piechoty (II RP)

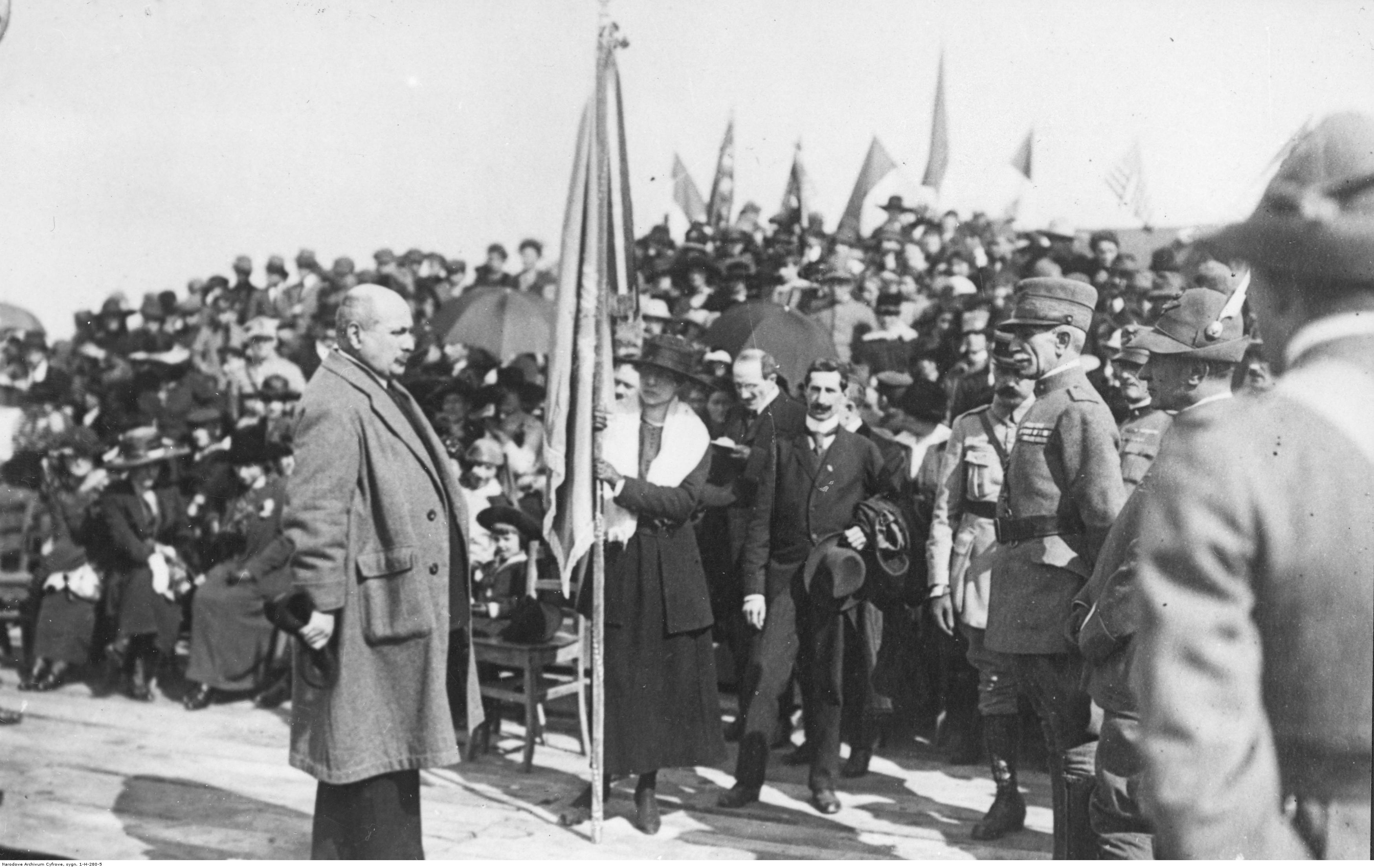
Polski obóz wojskowy w La Mandria di Chivasso – ofiarowanie sztandaru pułkowi im. Zawiszy Czarnego; 15 marca 1919 r.

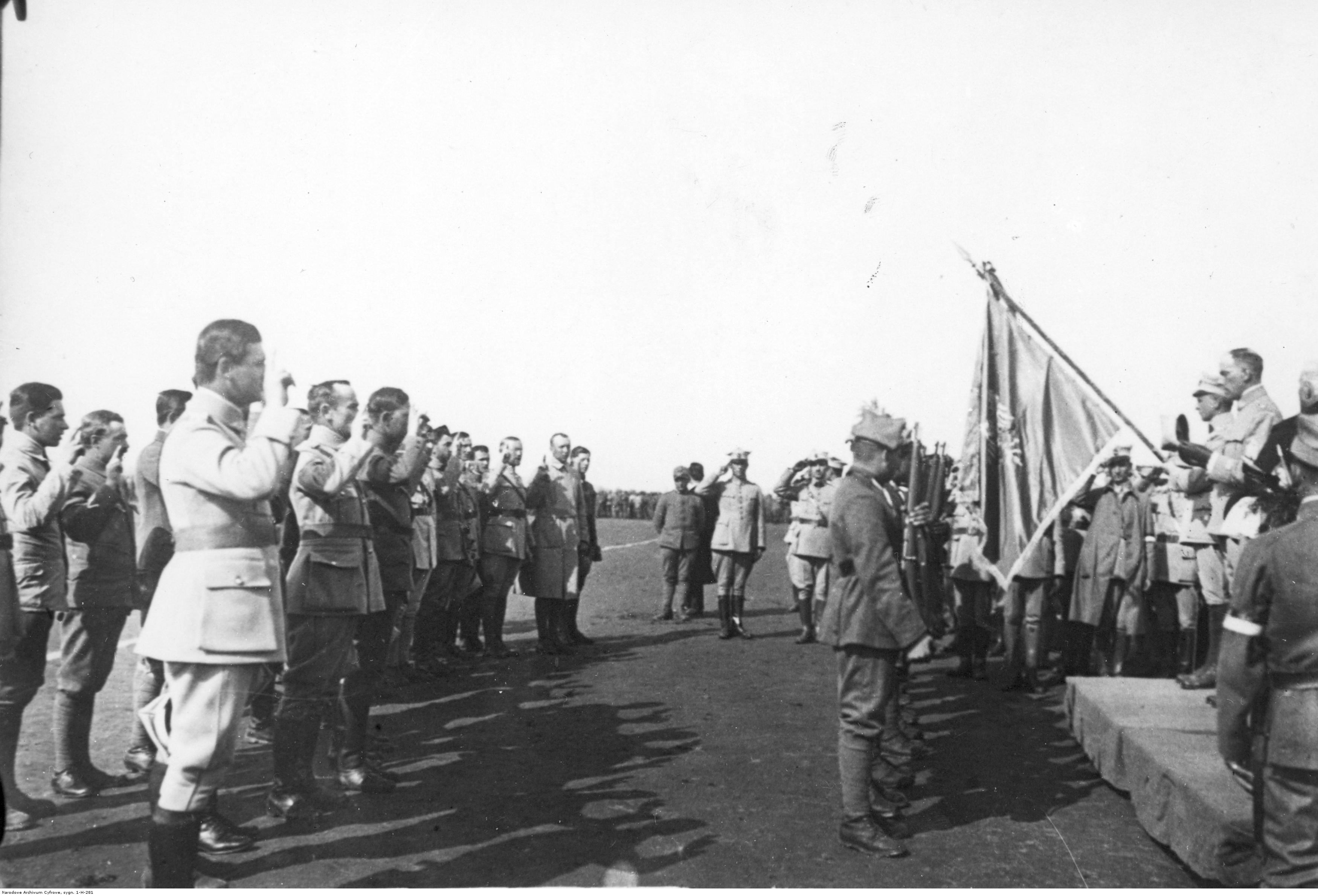
Polski obóz wojskowy w La Mandria di Chivasso – zaprzysiężenie oficerów

71 Pułk Piechoty (71 pp) – oddział piechoty Armii Polskiej we Francji i Wojska Polskiego II RP.
Pułk został sformowany w ramach Armii Polskiej we Francji jako 20 pułk Strzelców Polskich, później przemianowany na 144 pułk piechoty, a w lutym 1921 na 71 pułk piechoty.
W okresie II Rzeczypospolitej kwaterował początkowo w Ostrowi Mazowieckiej na terenie Okręgu Korpusu Nr I, a od 1926 w Zambrowie.
W czasie kampanii wrześniowej 1939 walczył w składzie macierzystej 18 Dywizji Piechoty broniąc linii Narwi.

## Formowanie i zmiany organizacyjne
Jesienią 1918, na bazie żołnierzy narodowości polskiej – byłych jeńców armii austriackiej, rozpoczęto we Włoszech organizację pułków piechoty przeznaczonych do uzupełnienia Armii Polskiej we Francji. Jednym z pułków był 7 Pułk Piechoty im. Zawiszy Czarnego pod dowództwem kpt. Jana Chlebeka. Większość żołnierzy była w umundurowaniu austriackim, nie posiadali oni uzbrojenia, a szkolenie obejmowało tylko przedmioty teoretyczne, gimnastykę i musztrę.
Wiosną 1919 zaczęły się przygotowania do wyjazdu do Francji. Kompanie przewożono do Turynu i załadowywano do eszelonów. Pułk pojechał transportem kolejowym do francuskiego Lure. Na ziemi francuskiej rozpoczęły się dalsze prace organizacyjne. Na bazie II batalionu dawnego 7 pułku piechoty im. Zawiszy Czarnego zorganizowany został 20 pułk Strzelców Polskich. Kadrę oficerską i podoficerską stanowili żołnierze francuscy ze stacjonującego w Lure 414 pułku piechoty. Pierwszym dowódcą 20 psp został francuski oficer – pułkownik Vincent. 26 maja 1919 uznano za dzień powstania pułku i w rocznicę tego wydarzenia obchodzono święto pułkowe. W tym też dniu wydany został pierwszy rozkaz organizacyjny:

„Oficerowie, podoficerowie, kaprale i żołnierze. Od dnia dzisiejszego służycie w 20 pułku Strzelców Polskich. Nasza Ojczyzna ostatecznie odnowiona i wyzwolona na zawsze spod jarzma ciemiężców, potrzebuje Armii dzielnej i silnej, ażeby się móc obronić przeciwko obecnym swoim nieprzyjaciołom. Pamiętajcie o tern, że Armia wtenczas tylko coś znaczy, gdy jest karna. Wy musicie teraz być posłusznymi i przejętymi duchem karności tak, jak już daliście dowody waszego wielkiego i głębokiego patriotyzmu. Ja, pierwszy dowódca 20 pułku Strzelców Polskich, wzywam Was do popierania moich dążeń, postawienia wysoko honoru i sławy naszego nowego pułku”.

Z magazynów demobilizującego się francuskiego 414 pułku piechoty żołnierze polscy otrzymali mundury, uzbrojenie, sprzęt techniczny i tabory. Strzelców uzbrojono w karabiny typu Lebel wz 86/93, Berthier wz 07/15 i Berthier wz 16. Do karabinów wydano bagnety wz 86/93 i 07/15. Umundurowanie stanowił francuski mundur polowy wz. 1915 barwy jasnoniebieskiej. Żołnierze dostali kurtki sukienne jednorzędowe z dwiema bocznymi kieszeniami i stojącym kołnierzem. Spodnie typu angielskiego noszono do wysokich butów. Oficerowie otrzymali frencze. Noszono też oficerskie mundury angielskie wraz z koszulą i krawatem. Nakrycie głowy stanowiła rogatywka.
5 czerwca 1919 pułk otrzymał rozkaz przegrupować się z Francji poprzez Niemcy do Polski. Ostatni transport z obozu La Mandria wyruszył do kraju 3 lipca 1919.
W Polsce
Początkowo 20 pułk strzelców polskich zakwaterowany został w Łowiczu. Po miesiącu wyznaczono mu nowe miejsce dyslokacji i kompaniami rozmieszczono w okolicach Skierniewic, w wioskach: Pszczonów, Łyszkowice, Zakulin i Wola Makowska. Do pułku skierowano nowych oficerów. Nastąpiły też zmiany organizacyjne. Rozkazem ministra spraw wojskowych gen. Józefa Leśniewskiego z 1 września 1919 „Błękitna Armia” została połączona z „wojskiem krajowym”, a 6 września 20 pułk strzelców polskich przemianowano na 144 pułk Strzelców Kresowych. Wraz z przejściem pułku na polską organizację, francuski dowódca płk Vincent przekazał oficjalnie dowodzenie płk. Osmołowskiemu. Pozostali jeszcze francuscy dowódcy batalionów i doradcy techniczni.
| Obsada personalna 144 pułku piechoty w 1920 | Obsada personalna 144 pułku piechoty w 1920      |
| Stanowisko                                  | Stopień, imię i nazwisko                         |
| ------------------------------------------- | ------------------------------------------------ |
| Dowódca pułku                               | płk Mikołaj Korszun Osmołowski (do 1 VII)        |
| Dowódca pułku                               | ppłk Karol Błock (od 2 VII)                      |
| Dowódca pułku                               | mjr/ppłk Franciszek Podracki (poł. VII)          |
| Dowódca pułku                               | ppłk Marian Ocetkiewicz (od 2 VIII)              |
| Adiutant pułku                              | por. Stanisław Trytek (do 29 IV)                 |
| Adiutant pułku                              | ppor. Jan Witrzens                               |
| Oficer wywiadowczy                          | ppor. Stanisław Kołodziejczyk (do 5 VII)         |
| Lekarz                                      | por. lek. dr Jan Sołłohub                        |
| Dowódca I batalionu                         | kpt. Wacław Boguszewski                          |
| Oficer kasowy                               | ppor. Jan Maślanka                               |
| Oficer prowiantowy                          | ppor. Jan Maj                                    |
| Dowódca 1 kompanii                          | por. Kazimierz Hodbod                            |
| Dowódca 1 kompanii                          | ppor. Ferdynand Mazaraki (ranny10 VI)            |
| Dowódca 2 kompanii                          | ppor. Mieczysław Szymanowicz (ranny 10 VI)       |
| Dowódca 3 kompanii                          | N.N.                                             |
| Dowódca 4 kompanii                          | N.N.                                             |
| Dowódca 1 kompanii km                       | ppor. Henryk Sierosławski                        |
| Dowódca II batalionu                        | kpt. Marcin Wachowski                            |
| Dowódca II batalionu                        | kpt. Józef Goga (od 29 VII)                      |
| Dowódca 5 kompanii                          | N.N.                                             |
| Dowódca 6 kompanii                          | ppor. Antoni Rott                                |
| Dowódca 7 kompanii                          | ppor. Adam Grochal                               |
| Dowódca 8 kompanii                          | N.N.                                             |
| Dowódca 2 kompanii km                       | N.N.                                             |
| Dowódca III batalionu                       | por, Józef Kramczyński                           |
| Oficer kasowy                               | ppor. Leon Skierkowski                           |
| Dowódca 9 kompanii                          | ppor. Stanisław Pawlikowski (ranny 11 IV)        |
| Dowódca 10 kompanii                         | N.N.                                             |
| Dowódca 11 kompanii                         | N.N.                                             |
| Dowódca plutonu                             | ppor, Rajmund Duracz (do 4 V)                    |
| Dowódca 12 kompanii                         | ppor./por. Rajmund Duracz (od 4 V)               |
| Dowódca 3 kompanii km                       | ppor. Józef Gawlik                               |
| Dowódca kompanii technicznej                | ppor. Józef Korsak († 24 VII)                    |
| Dowódca kompanii technicznej                | ppor. Andrzej Sitek                              |
| Oficer pułku (dowódca kompanii)             | por. Jan Toroń (do 2 VI)                         |
| Oficer pułku                                | kpt. Arnold Bachman († 19 VII)                   |
| Oficer pułku                                | kpt. Walenty Gródecki                            |
| Oficer pułku                                | kpt. Jan Lewandowski                             |
| Oficer pułku                                | kpt. Józef Starny                                |
| Oficer pułku                                | ppor. Kramer                                     |
| Oficer pułku                                | ppor. Oskar Telzen                               |
| Lekarz (przydział nieustalony)              | por. lek. dr Zachariasz Frank                    |
| Lekarz (przydział nieustalony)              | ppor. podlek. Hipolit Klinger (urlop akademicki) |
| Oficer sanitarny (przydział nieustalony)    | ppor. san, Wincenty Jabłoński                    |
| Oficer sanitarny (przydział nieustalony)    | pchor. san. Józef Zawadzki                       |

## Pułk w walce o granice
Na froncie ukraińskim
W sierpniu 1919 rozpoczęto przygotowania do przetransportowania oddziałów byłej „Błękitnej Armii” w obszar Małopolski Wschodniej. Miały one obsadzić linię demarkacyjną pomiędzy Polską a Ukraińską Republiką Ludową. Z końcem września 1919, wchodzący w skład grupy taktycznej gen. Bonina 144 pułk piechoty Strzelców Kresowych wyjechał transportem kolejowym z Łowicza nad Zbrucz. W okolicach Husiatynia rozmieszczono I i II batalion, a III batalion wraz z dowództwem pułku ulokował się w Wasylkowcach. Zajęto bez walk przedpole z Gródkiem, dworzec kolejowy w Ludwipolu oraz pobliską cukrownię „Wiktorię”. Z początkiem listopada pododdziały 144 psk zaczęły się posuwać w głąb Podola i Wołynia. Osiągnięto linię rzeki Starej Uszycy.
8 lutego pod wsią Jałtuszków miał miejsce „chrzest bojowy” pułku. I batalionu dokonał wypadu na nieprzyjaciela. Oddziałem wypadowym dowodził ppor. Wacław Boguszewski. Mimo znacznej przewagi wroga, zadano nieprzyjacielowi duże straty (80 zabitych i rannych).
Pod koniec lutego 1920 dowództwo 144 pp kwaterowało w Żinkowie, bataliony zaś rozmieszczono we wsiach: Bebechy, Wońkowce, Ochrymowce, Zieńkowce. W tym czasie pułk przeszedł pod rozkazy 12 Dywizji Piechoty. Podjęto wówczas działania ofensywne w kierunku na Żmerynkę. Napotkano jednak na opór bolszewickich oddziałów 14 Armii Hieronima Uborewicza. Obrona została przełamana, a zajęte tereny miały stanowić pozycje wyjściowe do mającej rozpocząć się „wyprawy kijowskiej”.
26 marca zdobyto Daszkowce, Wacławkę i Osłanów.
Wkrótce pułk został przewieziony do Płoskirowa i czasowo podporządkowany 5 Dywizji Piechoty. Jego zadaniem było rozbrojenie dwóch ukraińskich brygad siczowych, które przeszły na stronę Polaków. Maszerując w głąb Ukrainy przez Latyczów, Deraźń, Zmierzynki, Braiłów i Jefimówkę doszedł do Niemirowa i Bracławia. Tu powrócił pod rozkazy macierzystej 18 Dywizji Piechoty.
Pułk w działaniach opóźniających
W końcu maja, na całym froncie południowym, rozpoczęła się sowiecka ofensywa. Pułk otrzymał rozkaz odwrotu. Cofał się przez Bracław, Niemirów i Trościaniec, a dalej na Kalną Deraźń. W okolicach Latyczowa bronił przedmościa za Bohem. W ciągłych walkach odwrotowych odchodził na Międzybórz do Świnnej.
W kolejnych tygodniach walczył z kozakami Armii Budionnego. W składzie grupy gen. Franciszka Krajowskiego uderzył klinem na tyły Armii Czerwonej. 2 lipca pod Butowcami starł się zwycięsko z brygadą kozaków.
Bitwa pod Butowcami
Szykując się do pościgu za 1 Armią Konną, gen. Franciszek Krajowski dokonał koncentracji głównych sił 18 DP w rejonie Starokonstantynowa. III/144 pp, liczący zaledwie 200 żołnierzy, i szwadron 6 pułku ułanów zostały wysłane do Butowiec na ubezpieczenie. Piechota zajęła wzgórze 337, a szwadron przystąpił do rozpoznania terenu między Butowcami a Lisińcami. Pod Lisińcami ułani wpadli w zasadzkę zorganizowaną przez jeden z pułków brygady Kotowskiego, ponieśli straty i zostali zmuszeni do ucieczki. Kawaleria Kotowskiego, prowadząc ze sobą dwie armaty, ruszyła w pościg za szwadronem drogą na Butowce. Piechota rozmieściła stanowiska ogniowe karabinów maszynowych na wzgórzu oraz wzdłuż szosy w wysokim zbożu i z najbliższej odległości otworzyła ogień do sowieckiej kawalerii. Przeciwnik próbował wycofać armaty, ale wówczas na skłębioną na szosie kolumnę szarżował szwadron 6 pułku ułanów. Pułk sowiecki został rozproszony, a prowadzący pościg ułani wzięli kilkudziesięciu jeńców i zdobyli oba działa. Według relacji ludności, rozwścieczony utratą armat Kotowski osobiście zastrzelił dwóch artylerzystów obwinianych o tchórzostwo. O 19.00 brygada Kotowskiego zaatakowała Butowce w szyku pieszym, ale nie mogła przełamać oporu polskiej załogi.
Kolejne bitwy
9 lipca doszło do boju pod Obhowem, a kolejne dni to dalsze walki wzdłuż linii kolejowej Brody – Dubno i bój pod Chorupaniem. Właśnie pod Chorupaniem pułk stoczył krwawe trzydniowe walki. W nocy z 20 na 21 lipca nadszedł rozkaz wycofania się. Bataliony II i III odeszły do Radziwiłłowa, aby połączyć się z macierzystą 18 DP. Wyruszono w kierunku Dubna. Po zajęciu Chotynia zajęto także Kozin i zamierzano obsadzić rzekę Plaszowę. Manewru jednak nie wykonano, bowiem Polacy zostali zaatakowani przez znaczne siły kawalerii i pewne już zwycięstwo zamieniło się w kompletną porażkę.
Niepowodzenie odbiło się na morale żołnierzy. Przeprowadzono reorganizację pułku. 3 sierpnia rozpoczęło się nowe natarcie na Brody. Walki zakończyły się sukcesem Polaków. 7 sierpnia 144 pp doszedł do granicy Małopolski i Wołynia. Tam został zluzowany przez oddziały 6 Dywizji Piechoty. Następnie załadował się na stacji w Ożydowie i 11 sierpnia przybył do Modlina, do nowego miejsca koncentracji 18 Dywizji Piechoty.
Pułk w bitwie warszawskiej i ofensywie
Przygotowania do bitwy warszawskiej zmusiły dowództwo polskie do reorganizacji związków operacyjnych. 18 Dywizja Piechoty weszła w skład 5 Armii gen. dyw. Władysława Sikorskiego.
144 pułk Strzelców Kresowych obsadził Wkrę na odcinku Zawady – Sobieski. W pierwszym rzucie posiadał I i II batalion, w odwodzie, w Soboklęszczu, rozmieścił się III batalion.
13 sierpnia pod wsią Sobieski doszło do starcia między 144 pp a bolszewickim 49 pułkiem strzelców. W wyniku walk osłabione zostało lewe skrzydło pułku. Dowódca pułku zdecydował wyprowadzić kontratak siłami 9 kompanii ppor. Stanisława Pawlikowskiego. Kompanii udało się odtworzyć przedni skraj obrony i nieprzyjaciel został nad Wkrą zatrzymany.
Po wygranej bitwie obronnej pułk przeszedł Wkrę i zaatakował w kierunku na Ciechanów. 15 sierpnia wieczorem zajęto Królewo i Nowe Miasto. 17 i 18 sierpnia do ciężkich potyczek doszło pod Ojrzeniem, Małurzynem i Wojtkową Wsią. 19 sierpnia w Kałkach zgrupowano cały 144 psk. Pułk otrzymał zadanie wyzwolenia Mławy. Rankiem 21 sierpnia bezpośrednie natarcie na Mławę wykonał II batalion. Po początkowym oporze czerwonoarmiści w popłochu opuścili miasto. Rada miejska, dziękując dowódcy 144 pp mjr. Ocetkiewiczowi, na jego ręce przesłała pismo dziękczynne, a społeczność miasta, wdzięczna swoim wyzwolicielom, ufundowała jednostce nową chorągiew(sic!).
Pułk w ofensywie na Wołyniu i Polesiu
4 września 144 pp został załadowany do wagonów i przewieziony w okolice Chełma, w miejsce nowej koncentracji 18 DP. Następnie pułk przeszedł do rejonu Uchańki. 11 września rozpoczęto działania przeciw oddziałom Budionnego. Pułk sforsował Bug w rejonie Dubienki. Od 12 do 18 września pułk kontynuował marsz w głąb Wołynia, rozbijając napotkane oddziały nieprzyjaciela i osiągnął Styr.
Prowadząc działania pościgowe 25 września dotarł do Lubiąża. 26 września zajął, leżący na północnym brzegu Prypeci, Szłapań. Dalej ruszył na Janów, zdobył go i wziął do niewoli ponad 2000 jeńców. 28 września osiągnął linię rzeki Jasiołdy koło Porzecza. 1 października, po sforsowaniu rzeki, rozpoczął pościg w kierunku na Łuniniec. Zdobył Logiszyn, Bastyń i przerwał połączenie kolejowe Łuniniec – Baranowicze. 9 października do Łunińca i Łachwy weszły I i III batalion. Nad Słucz, do Mikoszewicz, pomaszerował II batalion.
Od 15 października pułk działał na kierunku Mokroć, Sitnica, Lenin, Ludzieniewicze, Żytkowicze, Bielew, by 18 października zdobyć Wielkie Siełutycze. W ostatnim dniu wojny pułk walczył jeszcze pod Ziętkowicami, Polanką, Grabowem i o stację kolejową Kopcewicze. Na koniec działań wojennych pułk zajmował rubież od Kopcewicz do Wielkich Siełutycz i Grabowa.
Po zakończeniu zadań pułk przeszedł do odwodu 18 Dywizji Piechoty i skierowany został w rejon na północ od Pińska, a potem do Kowla. Tam też w lutym 1921 144 pułk Strzelców Kresowych został przemianowany na 71 pułk piechoty.

### Mapy walk pułku w 1920

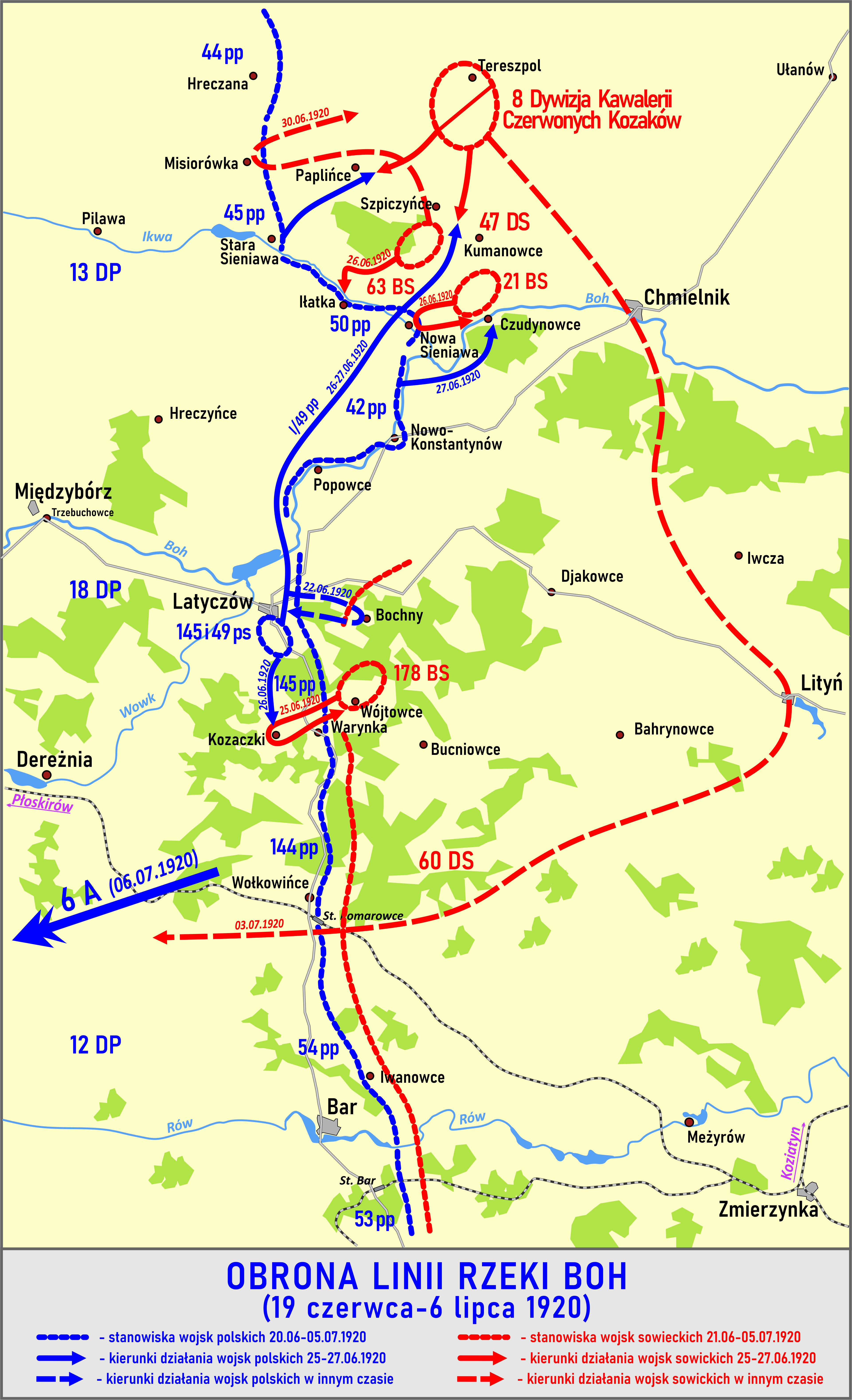
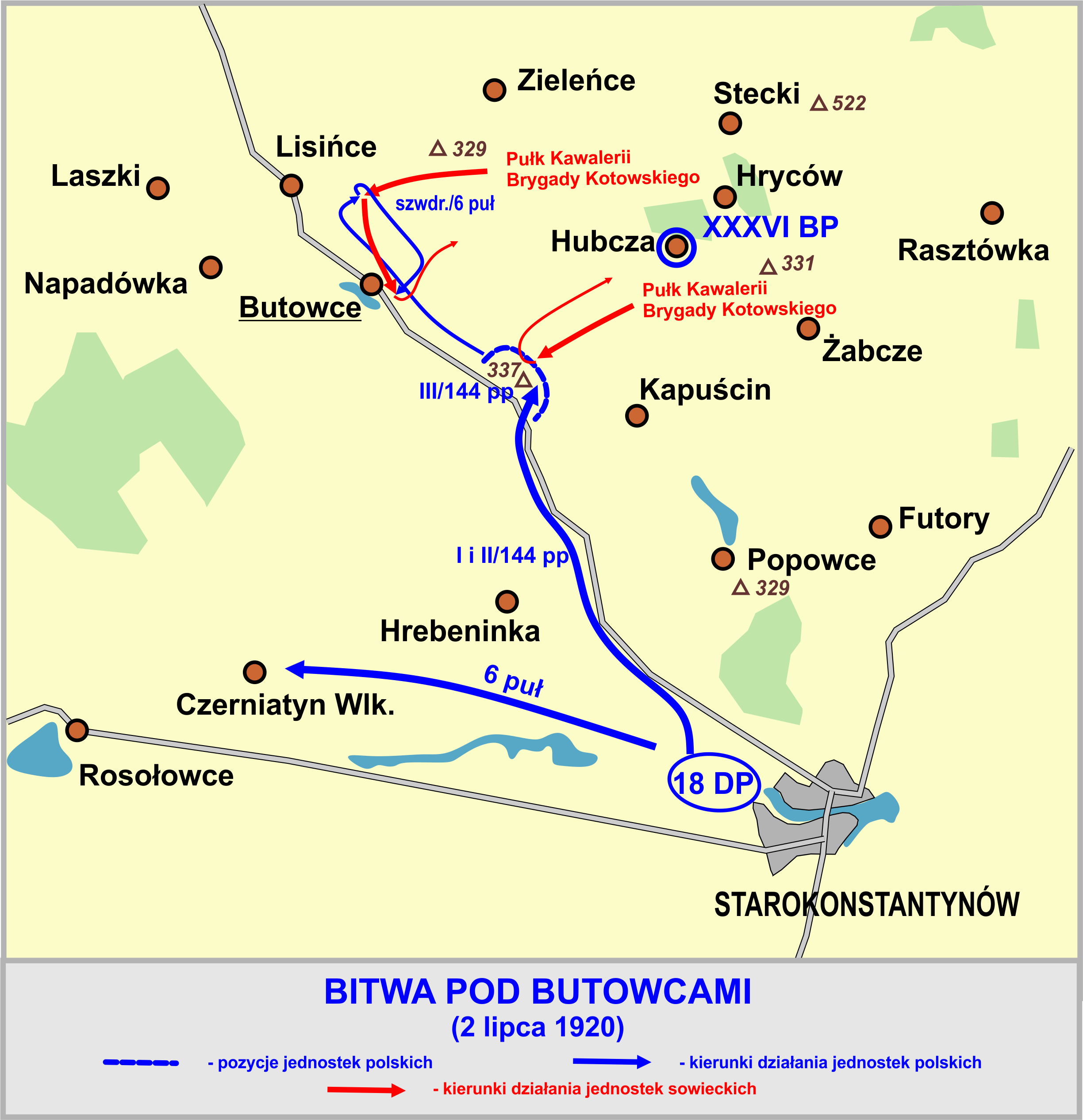
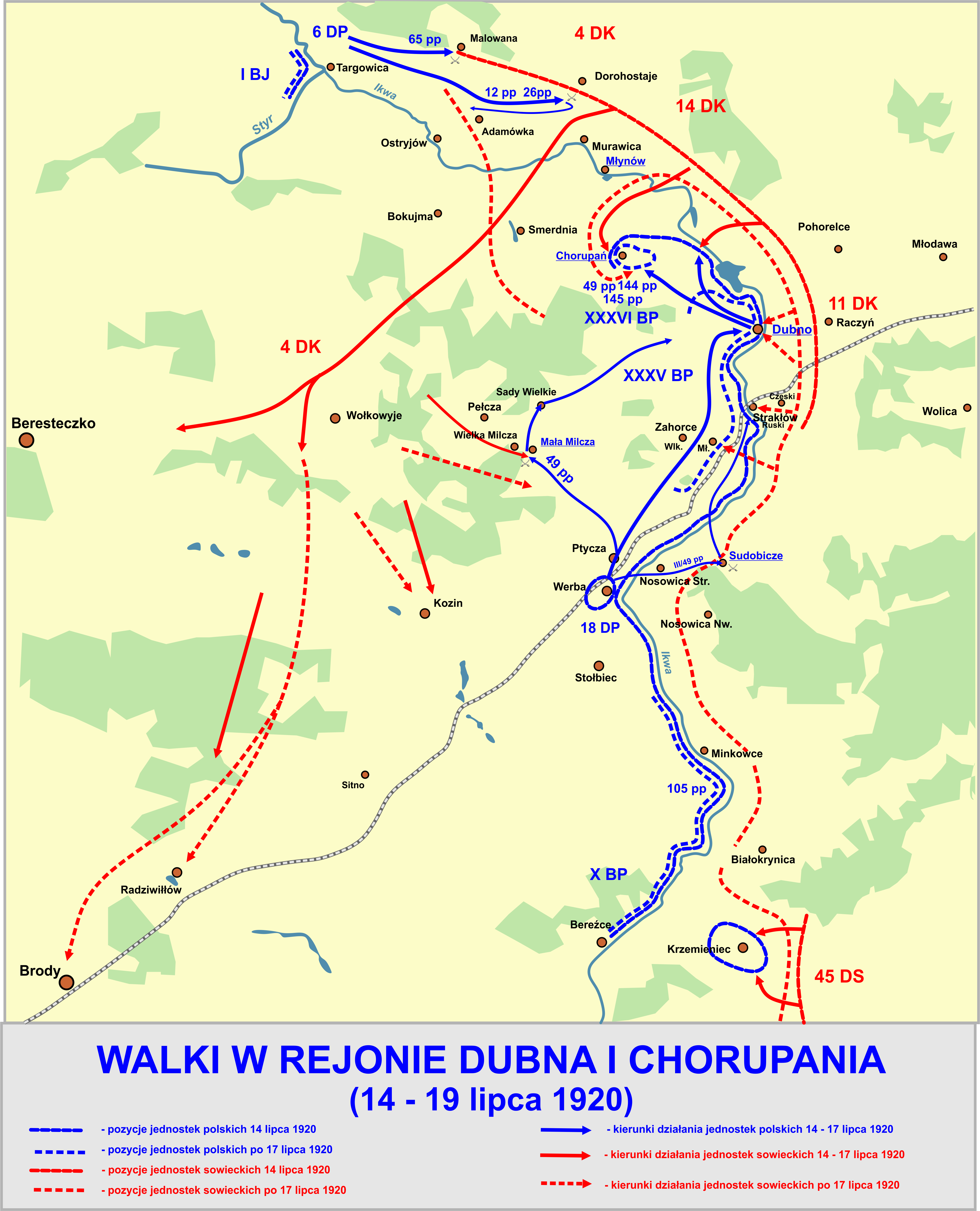
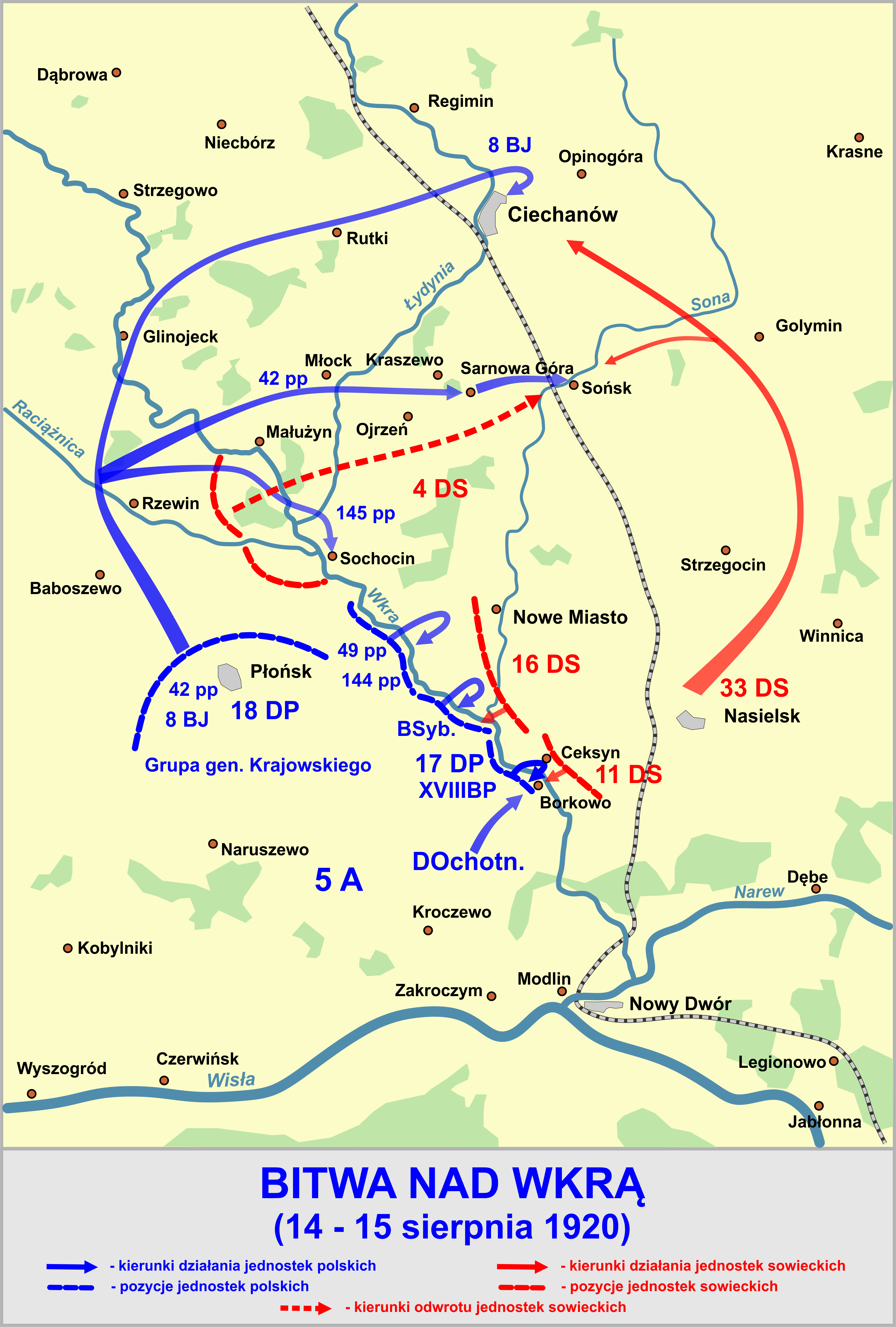
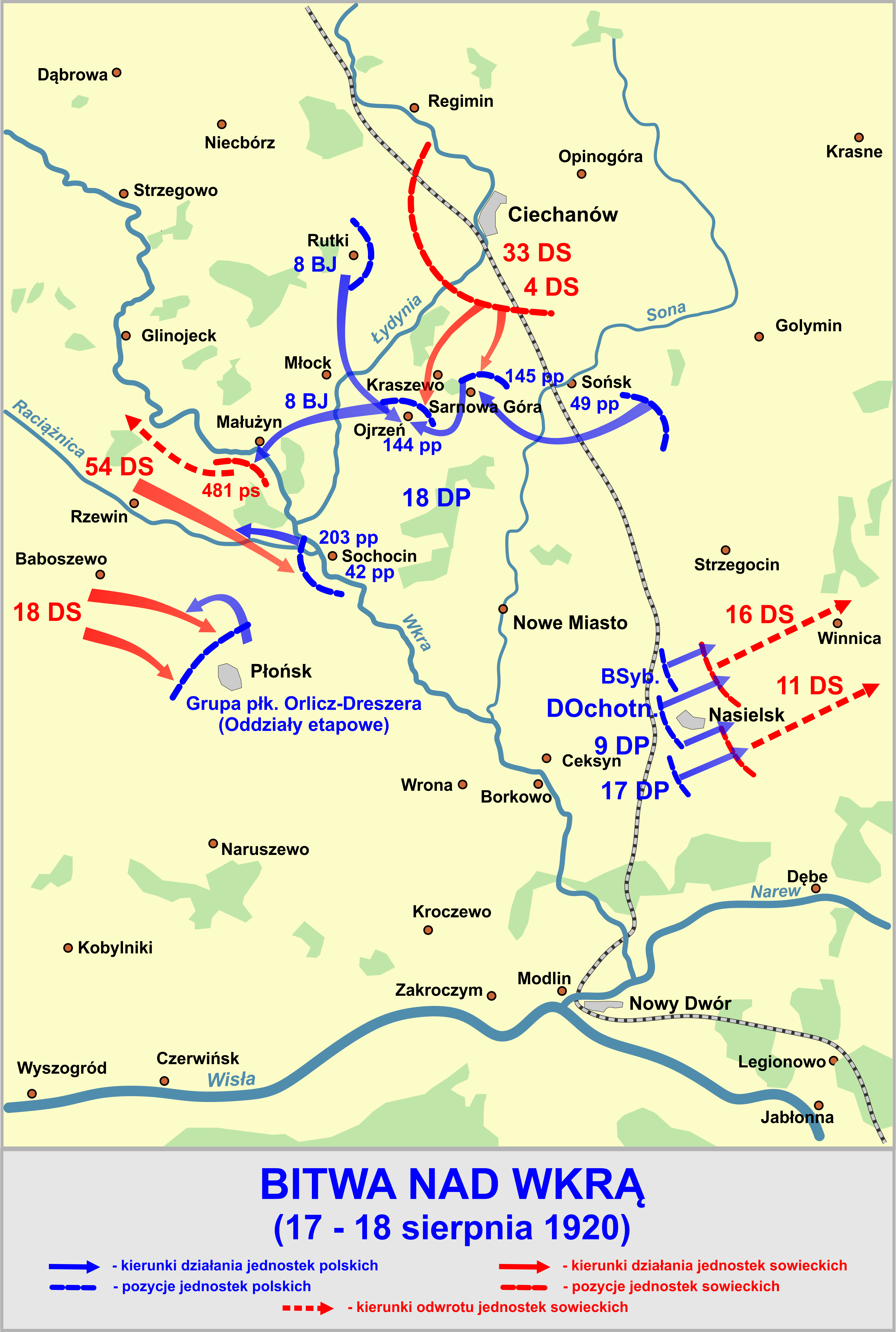
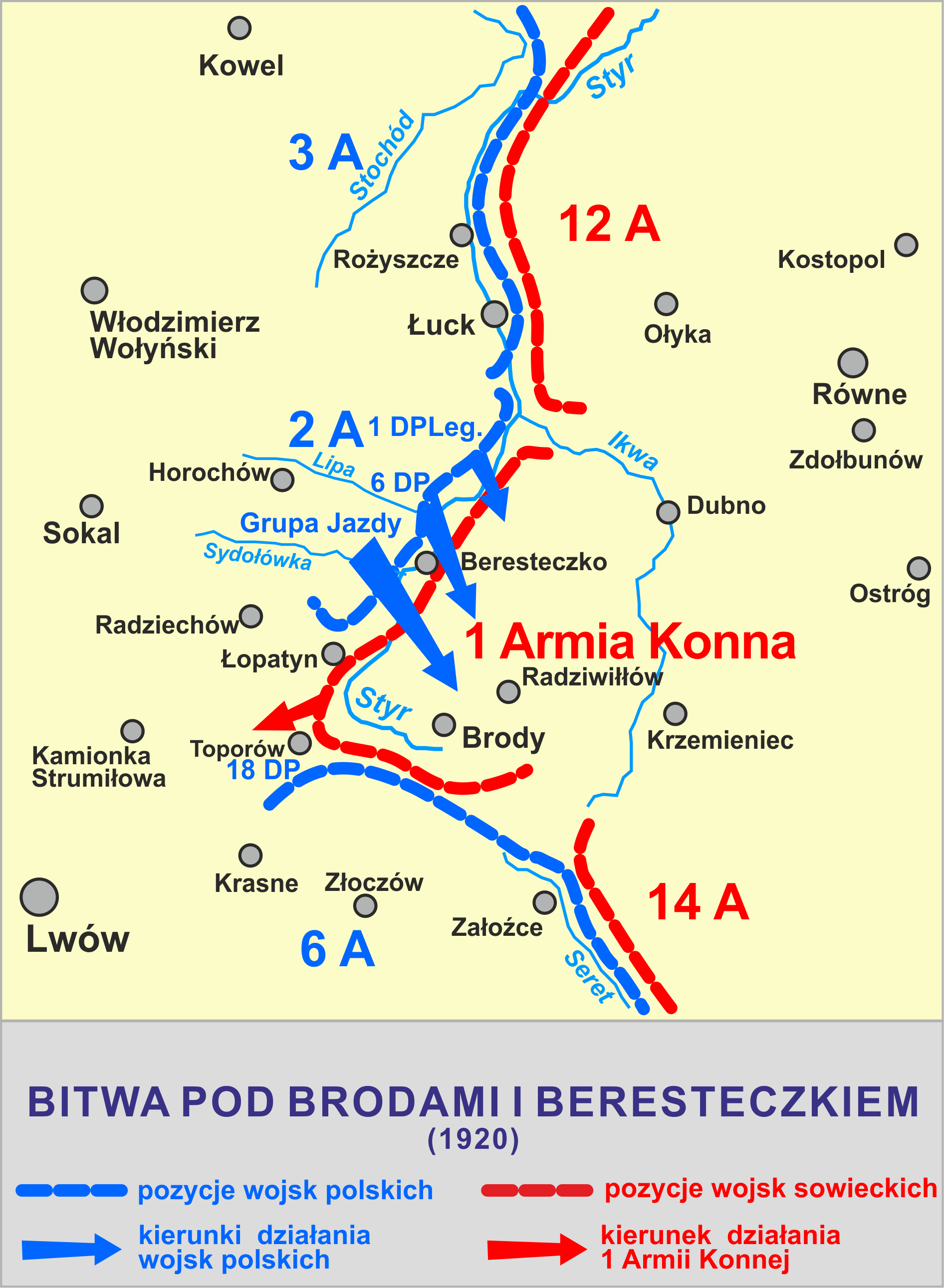
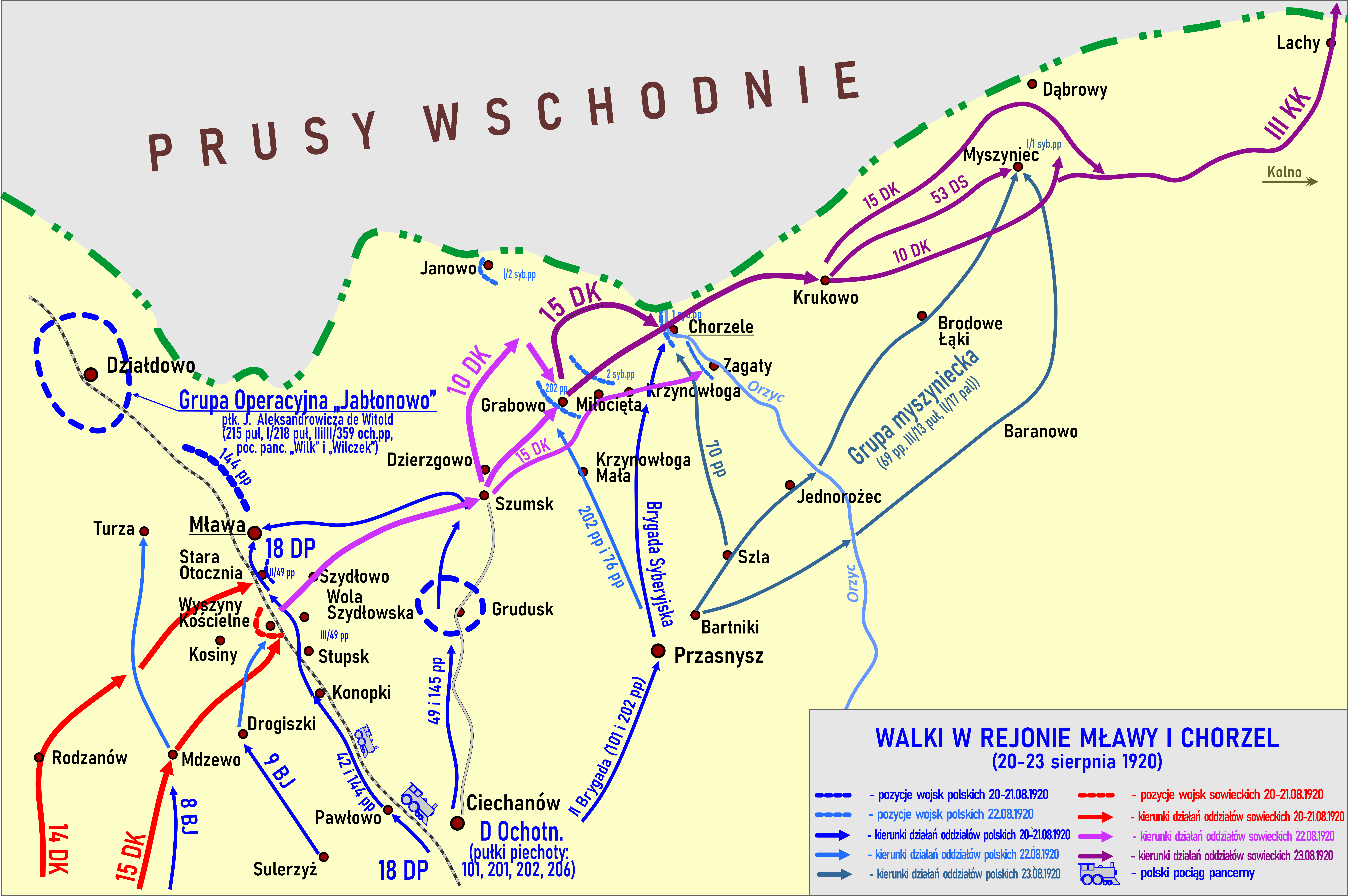

### Kawalerowie Virtuti Militari
| Żołnierze pułku odznaczeni Krzyżem Srebrnym Orderu Wojskowego Virtuti Militari | Żołnierze pułku odznaczeni Krzyżem Srebrnym Orderu Wojskowego Virtuti Militari | Żołnierze pułku odznaczeni Krzyżem Srebrnym Orderu Wojskowego Virtuti Militari | Żołnierze pułku odznaczeni Krzyżem Srebrnym Orderu Wojskowego Virtuti Militari |
| ------------------------------------------------------------------------------ | ------------------------------------------------------------------------------ | ------------------------------------------------------------------------------ | ------------------------------------------------------------------------------ |
| szer Stanisław Banach                                                          | ppor. Józef Kramczyński                                                        | ppor. Stanisław Pawlikowski                                                    | ppor. Mieczysław Szymanowicz                                                   |
| sierż. Michał Czemerys                                                         | st. szer. Stanisław Kaczorowski                                                | sierż. Józef Piechowiak                                                        | por. Stanisław Trytek                                                          |
| szer. Józef Fibich                                                             | kpr. Jan Lewandowski                                                           | kpr. Walenty Śródecki                                                          | st. szer. Szczepan Warguła                                                     |
| ppor. Józef Gawlik                                                             | mjr Marian Ocetkiewicz                                                         | kpr. Józef Stawny                                                              | st. sierż. Bolesław Wójcicki                                                   |
| szer. Ferdynand Gołąb                                                          | szer. Michał Pająk                                                             | pchor. Stanisław Strzelecki                                                    | plut. Jan Zając                                                                |
| ppor. Kazimierz Hodbod                                                         | st. szer. Michał Paśko                                                         | st. szer. Antoni Szkutnik                                                      | plut. Ludwik Zybala                                                            |

## Pułk w okresie pokoju
Zawieszenie działań wojennych zastało dowództwo pułku w Kopcewiczach. Po kilku dniach pułk opuścił zajmowane pozycje i skierował się na zachód. Zimą przebywał w Posieniczach. W marcu 1921 przeszedł do Kobrynia, a od kwietnia do sierpnia stacjonował w Kowlu. Stacjonując w Kowlu pułk obsadzał punkty etapowe, ochraniał linie kolejowe, zabezpieczał zdobycz wojenną. Pełnił też służbę asystencyjną rekwirując zboże na cele wojskowe. W tym czasie oddział zaopatrywany był w żywność przez Urząd Gospodarczy Wołyńskiej Inspekcji Etapowej w Kowlu, zaś w materiały sanitarne przez Ekspedycję Składu Sanitarnego nr VI z siedzibą w Kowlu.
Pułk w garnizonie Ostrów Mazowiecka
Już latem 1921 pierwsze bataliony 71 pp przyjechały do Ostrowi Mazowieckiej. Zajmowały koszary komorowskie po byłych 23 Syberyjskim i 24 Niżowskim pułku piechoty armii rosyjskiej.
W okresie pierwszych wyborów prezydenckich pułk został ściągnięty do Warszawy. Jego zadaniem było nie dopuścić do zamieszek przeciwko prezydentowi Gabrielowi Narutowiczowi. Dwa bataliony wraz z orkiestrą uczestniczyły także w uroczystościach pogrzebowych.
W 1923 odbyło się uroczyste odsłonięcie pomnika ku czci poległych żołnierzy 144 pułku piechoty Strzelców Kresowych. Pomnik wykonano w kształcie kolumny, postawionej na piedestale, na której szczycie znajdowała się kula armatnia z wzniesionym do lotu orłem z rozpostartymi skrzydłami. Był to typowy dla całej Polski wzór pomnika upamiętniający odzyskanie niepodległości i walki w wojnie polsko-bolszewickiej.
26 sierpnia 1923, na terenie koszar w Komorowie, gen. broni Lucjan Żeligowski wręczył pułkowi sztandar ufundowany przez społeczeństwo powiatów ostrowskiego, węgrowskiego i sokołowskiego.
Działania pułku w okresie zamachu majowego 1926
Podczas zamachu majowego pułk pod dowództwem płk. Mieczysława Boruty-Spiechowicza opowiedział się po stronie rządowej. 12 maja pułk załadował się na transport kolejowy i o 22.00 przybył do Ząbek. Dowódca pułku zamierzał marszem pieszym wprowadzić pododdziały do cytadeli. Jeden z batalionów przeszedł jednak na stronę zwolenników Marszałka, pozostała część pułku starła się z 36 pułkiem piechoty. Nie widząc dalszych możliwości działania, pułk załadował się do wagonów i powrócił do koszar. Część pododdziałów przyłączyła się do maszerujących na pomoc Piłsudskiemu żołnierzy łomżyńskiego 33 pułku piechoty. W bratobójczych walkach zginęło 2 oficerów i 12 szeregowych, rannych zostało 3 oficerów i 33 szeregowych. Postawa pułku w okresie przewrotu była niewątpliwie przyczyną przeniesienia pułku do Zambrowa.
Po zakończeniu działań, dowódca pułku płk Boruta-Spiechowicz wydał rozkaz następującej treści:

Żołnierze !!! Spełniliście swój obowiązek. Prezydentowi któremu przysięgaliście, daliście wyraz żołnierskiej powinności. Jestem szczęśliwy, że Wami dowodzę i dumny się czuję, że w ogniu byliście równie dzielni co szlachetni. Od was nie padł pierwszy strzał, chcieliście wykonać zadanie bez rozlewu krwi bratniej. Jesteście wszyscy karni i zdyscyplinowani, tacy będziecie się musieli oddać nowej, prawnie ukonstytuowanej władzy. Za spełnienie waszego obowiązku w imieniu służby dziękuję.

Pułk w Zambrowie
Z początkiem września 1926 przybył do Zambrowa I batalion wraz z 3 kompanią ckm, 9 września dołączył II baon, a dowództwo wraz III batalionem przybyło do nowego garnizonu 18 września. Byłe koszary rosyjskich 15 Szlissenburskiego i 16 Ładożskiego pułku piechoty nie były w pełni przygotowane do zakwaterowania jednostki. Piwnice zalane były wodą, ściany zagrzybione i zawilgocone, brak było sieci wodociągowej i elektrycznej. Utworzono zatem warsztaty pułkowe, grupy robocze, i w dość krótkim czasie odremontowano koszary, uzupełniono braki sprzętu i rozpoczęto normalne szkolenie wojskowe.
Na podstawie rozkazu wykonawczego Ministerstwa Spraw Wojskowych do Departamentu Piechoty o wprowadzeniu organizacji piechoty na stopie pokojowej PS 10-50 z 1930 roku, w Wojsku Polskim wprowadzono trzy typy pułków piechoty. 71 pułk piechoty zaliczony został do typu I pułków piechoty (tzw. „normalnych”). W każdym roku otrzymywał około 610 rekrutów. Stan osobowy pułku wynosił 56 oficerów oraz 1500 podoficerów i szeregowców. W okresie zimowym posiadał batalion starszego rocznika, batalion szkolny i skadrowany, w okresie letnim zaś batalion starszego rocznika i dwa bataliony poborowych. W 1932 roku pułk ofiarował pamiątkową statuetkę dla 71 Nowojorskiego pułku piechoty, w koszarach którego odbyły się pierwsze szkolenia ochotników amerykańskiej Polonii do Błękitnej Armii.
Duża wagę przykładano w 71 pp do świąt pułkowych. Jego obchody były ważnym wydarzeniem, zarówno dla społeczności wojskowej, jak i cywilnej.
Od 1930 święto pułkowe przeniesiono z 26 maja na dzień 26 września – rocznicę walk pod Lubiążem i Szłapaniem. Obchody zazwyczaj rozpoczynały się w przeddzień uroczystą mszą świętą, pogadanką o przeszłości pułku w pododdziałach i apelem poległych. W następnym dniu pobudkę grała orkiestra pułkowa. Następnie odbywała się msza polowa na boisku wojskowym. Wręczano pamiątkowe odznaki pułkowe. Potem następowała defilada, a po niej, na placu koszarowym przy akompaniamencie orkiestry pułkowej, odbywał się obiad żołnierski. Po obiedzie odbywały się zawody sportowe, a następnie zabawa i bal.
Jednym ze znaczących przedsięwzięć było ufundowanie w 1930 pomnika powstańcom styczniowym poległym w walkach pod Zambrowem. 2 października 1930 na rynku zambrowskim odbył się uroczysty capstrzyk, a w następnym dniu odsłonięcie pomnika. Była to kolumna zwieńczona orłem ze skrzydłami rozłożonymi do lotu. Na cokole umieszczono marmurowe tablice z nazwami bitew z okresu powstania styczniowego. Na uroczystość zaproszono żyjących jeszcze trzech weteranów powstania z terenu województwa białostockiego. Pomnik poświęcił ks. prałat Misiewicz, a głos zabierali dowódca pułku płk Borzęcki oraz burmistrz Zambrowa. Uroczystości zakończyły salwa honorowa i marsz odegrany przez orkiestrę pułkową.
W pułku prowadzono świetlicę żołnierską. Zorganizowano orkiestrę wojskową prowadzoną przez kapelmistrza ppor. Karola Jabczyńskiego, działał chór i teatr żołnierski oraz kino pułkowe. W kasynie oficerskim znajdowała się czytelnia i biblioteka pułkowa. Istniało także Koło Rodziny Wojskowej posiadające pięć sekcji: opieki nad dzieckiem, sportową, przygotowania zawodowego kobiet, finansową oraz kulturalno-oświatową. Od maja 1923 działała spółdzielnia pułkowa.
Od 1927 rozpoczęto emisję własnych marek kredytowych. Działała także spółdzielnia autobusowa prowadząca komunikację samochodową na linii Zambrów – Czyżew – Łomża i Zambrów – Ostrów Mazowiecka. W grudniu 1935 spółdzielnię zlikwidowano.
Intensywnie rozwijała się także działalność sportowa. Najstarszą sekcją sportową była sekcja piłkarska. Działały także sekcje: kolarska, tenisa ziemnego i stołowego, bokserska, pływacka i szachowa.
| Obsada personalna i struktura organizacyjna w marcu 1939: | Obsada personalna i struktura organizacyjna w marcu 1939: | Obsada personalna i struktura organizacyjna w marcu 1939: | Obsada personalna i struktura organizacyjna w marcu 1939: |
| Dowództwo i kwatermistrzostwo                             | Dowództwo i kwatermistrzostwo                             | Dowództwo i kwatermistrzostwo                             | Dowództwo i kwatermistrzostwo                             |
| Stanowisko                                                | Stopień, imię i nazwisko                                  | Stopień, imię i nazwisko                                  | Stopień, imię i nazwisko                                  |
| --------------------------------------------------------- | --------------------------------------------------------- | --------------------------------------------------------- | --------------------------------------------------------- |
| dowódca pułku                                             | płk dypl. Orest Teodor Dżulyński                          | płk dypl. Orest Teodor Dżulyński                          | płk dypl. Orest Teodor Dżulyński                          |
| z-ca dowódcy                                              | ppłk Stefan Karol Komędera                                | ppłk Stefan Karol Komędera                                | ppłk Stefan Karol Komędera                                |
| adiutant                                                  | kpt. Marian Jan Liskowiak                                 | kpt. Marian Jan Liskowiak                                 | kpt. Marian Jan Liskowiak                                 |
| starszy lekarz                                            | kpt. dr Tadeusz Gisges                                    | kpt. dr Tadeusz Gisges                                    | kpt. dr Tadeusz Gisges                                    |
| młodszy lekarz                                            | vacat                                                     | vacat                                                     | vacat                                                     |
| II z-ca dowódcy (kwatermistrz)                            | mjr Jan Foryś                                             | mjr Jan Foryś                                             | mjr Jan Foryś                                             |
| oficer mobilizacyjny                                      | kpt. Jan Łatkowski                                        | kpt. Jan Łatkowski                                        | kpt. Jan Łatkowski                                        |
| z-ca oficera mobilizacyjnego                              | por. Teodor Julian Laskowski                              | por. Teodor Julian Laskowski                              | por. Teodor Julian Laskowski                              |
| oficer administracyjno-materiałowy                        | kpt. Józef Wroniecki                                      | kpt. Józef Wroniecki                                      | kpt. Józef Wroniecki                                      |
| oficer gospodarczy                                        | kpt. int. Stefan Biała                                    | kpt. int. Stefan Biała                                    | kpt. int. Stefan Biała                                    |
| oficer żywnościowy                                        | kpt. adm. (piech.) Eugeniusz Andrzej Wasilewicz           | kpt. adm. (piech.) Eugeniusz Andrzej Wasilewicz           | kpt. adm. (piech.) Eugeniusz Andrzej Wasilewicz           |
| dowódca kompanii gospodarczej                             | kpt. tab. Eugeniusz Wityk                                 | kpt. tab. Eugeniusz Wityk                                 | kpt. tab. Eugeniusz Wityk                                 |
| oficer placu Zambrów                                      | vacat                                                     | vacat                                                     | vacat                                                     |
| kapelmistrz                                               | por. adm. (kapelm.) Władysław Martyna                     | por. adm. (kapelm.) Władysław Martyna                     | por. adm. (kapelm.) Władysław Martyna                     |
| dowódca plutonu łączności                                 | por. Kazimierz Kronglej                                   | por. Kazimierz Kronglej                                   | por. Kazimierz Kronglej                                   |
| dowódca plutonu pionierów                                 | por. Bronisław Piotrowicz                                 | por. Bronisław Piotrowicz                                 | por. Bronisław Piotrowicz                                 |
| dowódca plutonu artylerii piechoty                        | por. art. Stanisław Brykalski                             | por. art. Stanisław Brykalski                             | por. art. Stanisław Brykalski                             |
| dowódca plutonu ppanc.                                    | ppor. Józef Piotr Mioduszewski                            | ppor. Józef Piotr Mioduszewski                            | ppor. Józef Piotr Mioduszewski                            |
| dowódca oddziału zwiadu                                   | por. Franciszek Plackowski                                | por. Franciszek Plackowski                                | por. Franciszek Plackowski                                |
|                                                           | I batalion                                                | II batalion                                               | III batalion                                              |
| dowódca batalionu                                         | vacat                                                     | mjr Stanisław I Knapik                                    | mjr Jakub Fober                                           |
| dowódca kompanii                                          | kpt. Mieczysław II Wierzbicki                             | por. Lucjan Mirowski                                      | por. Waldemar Insarew-Roszczyn                            |
| dowódca plutonu                                           | ppor. Aureliusz Smodliboski                               | ppor. Jan Maleszyk                                        | por. Stanisław Jan Świstek                                |
| dowódca plutonu                                           |                                                           |                                                           | ppor. Czesław Zając                                       |
| dowódca kompanii                                          | kpt. Tadeusz Dworak                                       | por. Wacław Kryszak                                       | kpt. Jan Kazimierz Wołyniak                               |
| dowódca plutonu                                           |                                                           | por. Stefan Stawecki                                      | ppor. Kazimierz Kopczyński                                |
| dowódca plutonu                                           |                                                           | ppor. Kazimierz Michalewski                               |                                                           |
| dowódca kompanii                                          | kpt. Feliks Dąbecki                                       | kpt. Marek Ignacy Winter                                  | kpt. Romuald Kudukis                                      |
| dowódca plutonu                                           | ppor. Marian Malinowski                                   | por. Adam Wiśniewski                                      | ppor. Zbigniew Tadeusz Pająk                              |
| dowódca plutonu                                           |                                                           | ppor. Jan Alfons Gdaniec                                  |                                                           |
| dowódca kompanii km                                       | kpt. Władysław II Dąbrowski                               | kpt. Józef Goetzen                                        | por. Bronisław Kotecki                                    |
| dowódca plutonu                                           | ppor. Stanisław Puchała                                   | por. Konstanty Jan Badura                                 | ppor. Rudolf Nowak                                        |
| dowódca plutonu                                           |                                                           | por. Seweryn Kwiatkowski                                  |                                                           |
| dowódca plutonu                                           |                                                           | por. Czesław Wiśniewski                                   |                                                           |
| na kursie                                                 | por. Witalis Attinger                                     | por. Witalis Attinger                                     | por. Witalis Attinger                                     |
| na kursie                                                 | por. Eugeniusz Naparliński                                |                                                           |                                                           |
| na kursie                                                 | por. Włodzimierz Kazimierz Kruszewski                     |                                                           |                                                           |
| Dywizyjny Kurs Podchorążych Rezerwy 18 DP                 |                                                           |                                                           |                                                           |
| dowódca kursu                                             | mjr Zygmunt Wroczyński                                    | mjr Zygmunt Wroczyński                                    | mjr Zygmunt Wroczyński                                    |
| dowódca plutonu strzeleckiego                             | por. Tadeusz Adam Kara                                    | por. Tadeusz Adam Kara                                    | por. Tadeusz Adam Kara                                    |
| dowódca plutonu strzeleckiego                             | por. Aleksander Zapaśnik                                  | por. Aleksander Zapaśnik                                  | por. Aleksander Zapaśnik                                  |
| dowódca plutonu strzeleckiego                             | ppor. Zenobiusz Seweryn Krzyczmonik                       | ppor. Zenobiusz Seweryn Krzyczmonik                       | ppor. Zenobiusz Seweryn Krzyczmonik                       |
| dowódca plutonu km                                        | por. Edgar Antoni Wellenger                               | por. Edgar Antoni Wellenger                               | por. Edgar Antoni Wellenger                               |
| Dywizyjny Kurs Dla Podoficerów Nadterminowych 18 DP       |                                                           |                                                           |                                                           |
| dowódca kursu                                             | kpt. Klemens Janitz                                       | kpt. Klemens Janitz                                       | kpt. Klemens Janitz                                       |
| dowódca plutonu                                           | chor. Mieczysław Krystyniak                               | chor. Mieczysław Krystyniak                               | chor. Mieczysław Krystyniak                               |
| 71 obwód przysposobienia wojskowego „Zambrów”             |                                                           |                                                           |                                                           |
| komendant obwodowy PW                                     | kpt. piech. Józef Romuald Splitt                          | kpt. piech. Józef Romuald Splitt                          | kpt. piech. Józef Romuald Splitt                          |
| komendant powiatowy PW „Sokołów”                          | kpt. adm. (piech.) Jan Rapcewicz                          | kpt. adm. (piech.) Jan Rapcewicz                          | kpt. adm. (piech.) Jan Rapcewicz                          |
| komendant powiatowy PW „Węgrów”                           | por. kontr, piech. Edmund Jan Sieńczak                    | por. kontr, piech. Edmund Jan Sieńczak                    | por. kontr, piech. Edmund Jan Sieńczak                    |

## 71 pp w kampanii wrześniowej

### Przygotowania do wojny

#### Plany użycia 71 pp
23 marca 1939 roku sformowana została Samodzielna Grupa Operacyjna „Narew” pod dowództwem gen. bryg. Czesław Młota-Fijałkowskiego. Wchodząca w jej skład 18 Dywizja Piechoty miała zorganizować obronę na linii rzek Narew – Biebrza i zająć pozycje między Ostrołęką a Łomżą. Ponadto jeden batalion 71 pułku piechoty miał wzmocnić załogę odcinka obrony „Wizna”. Pozostałe dwa bataliony miały stanowić odwód dywizji. Od 23 marca III/71 pp uzupełnił się do pełnych stanów osobowych czasu wojennego, wydano ostrą amunicję, otrzymał wzmocnienie artyleryjskie oraz broń maszynową. W pasie nadnarwiańskim batalion ten prowadził intensywne szkolenie rezerwistów. Piechurzy kopali stanowiska ogniowe, pomagali w pracach fortyfikacyjnych.

#### Mobilizacja
24 sierpnia we wczesnych godzinach rannych, w koszarach w Zambrowie, rozpoczęto mobilizację alarmową w grupie niebieskiej. Zmobilizowano kompletne pododdziały 71 pp, oraz dywizyjne: samodzielną kompanię km i broni towarzyszącej nr 12 i kolumnę taborową nr 110. Prace przebiegały bardzo sprawnie i już następnego dnia rano pułk osiągnął gotowość bojową, a więc 10 godzin wcześniej niż zakładały plany mobilizacyjne. W niedzielę 27 sierpnia cały pułk wziął udział w mszy polowej, podczas której nastąpiło zaprzysiężenie zmobilizowanych żołnierzy. W nocy, z niedzieli na poniedziałek, rozpoczął się wymarsz 71 pp do rejonu koncentracji na zachód od Łomży. Pododdziały przeszły do pobliskich wiosek: Laskowiec, Śledzie, Zakrzewo i Zbrzeźnica, by uniknąć ewentualnych skutków nalotów.
W mobilizacji powszechnej od 31 sierpnia podjęto mobilizację:
W I rzucie mobilizacji: 
- II batalion 116 pułku piechoty,
- batalion marszowy 71 pp,
- uzupełnienie marszowe samodz. kompanii km i br.t nr 12.

W II rzucie mobilizacji:
- Ośrodek Zapasowy 18 DP w Białej Podlaskiej[62].

W tych dniach III batalion z plutonem artylerii piechoty i plutonem pionierów pozostawał w obsadzie odcinka „Wizna”.
30 sierpnia pododdziały 71 pp zajęły następujące pozycje: dowództwo i plutony specjalne – Chojny Stare, I batalion – las na wschód od Sławca Dworskiego, II batalion – las na zachód od Chojny Śmieszne. W tym czasie kompania zwiadu prowadziła rozpoznanie na korzyść dywizji w rejonie Mątwicy. Dowódca pułku miał być przygotowany do wykonania kontrataku na korzyść 33 pułku piechoty. III batalion czekał w rejonie Wizny na zluzowanie go przez jednostki Korpusu Ochrony Pogranicza. 71 pp był w odwodzie dowódcy 18 DP.

### Działania bojowe w kampanii wrześniowej
1 września o 4.30 nad Łomżą przeleciały samoloty Luftwaffe. Kilka maszyn zbombardowało koszary w Zambrowie. Straty były niewielkie. Pododdziały 71 pp nie miały kontaktu bojowego z oddziałami niemieckimi.

#### Działania na linii Narwi
2 września piechota niemiecka zajęła znajdujące się na południe od Myszyńca osady Kadzidło i Dylewo. Postępy nieprzyjaciela rejonie Łodziska – Olszewka zablokował III/42 pp. Celem wyjaśnienia sytuacji dowódca SGO „Narew” nakazał zorganizować nocny wypad na Myszyniec siłami jednej kompanii 71 pp. Pododdział piechoty, wzmocniony działkiem przeciwpancernym, miał być przewieziony kolejką wąskotorową z Nowogrodu do Łyse. Wyjazd powinien nastąpić nie później niż o 20.00, by piechota polska mogła jeszcze przed świtem zaskoczyć nieprzyjaciela. 2 kompania 71 pp z działkiem ppanc. stawiła się w Nowogrodzie o 18.00, ale nie zastała tam przygotowanego składu pociągu. Trzeba więc było ściągać tabor zapasowy. Opóźniło to załadunek i wskutek tego piechurzy polscy dojechali do Łysych już po świcie 3 września. Żołnierze od razu ruszyli do natarcia i zdołali zająć skraj Myszyńca. Jednak Niemcy położyli na nacierających skuteczny ogień broni maszynowej i moździerzowy. Polegli dwaj dowódcy plutonów, około 30 żołnierzy, a 60 zostało rannych. Ranny dowódca kompanii dostał się do niewoli. Resztki pododdziału, z ppor. Lubienieckim na czele, wycofały się do Nowogrodu. Nigdy już nie dołączyli do macierzystego pułku. Skierowano ich na uzupełnienie odcinka obrony „Szablak”.
3 września marsz. Edward Rydz-Śmigły nakazał, by 18 Dywizja Piechoty przesunęła marszem nocnym swój odwodowy 71 pp do rejonu Dąbrówka Lelis, Gibałka. Z tego rejonu miało wyjść uderzenie na Dylewo i dalej w kierunku Kadzidła, w celu zablokowania szosy z Myszyńca na Ostrołękę. Pułk ruszył wczesnym zmierzchem. Około 19.00 jego ubezpieczenie przeszło przez most pod Nowogrodem. Jeszcze przed Narwią do pułku dołączyły: 4 bateria 18 pułku artylerii lekkiej, drużyna budowlana, patrol telefoniczny i pluton sanitarny. Marsz prowadzony był w niezwykle ciężkich warunkach terenowych. Leśne, piaszczyste drogi były dużym utrudnieniem dla ruchu dział i wozów taborowych, a także rowerów i motocykli. W sytuacjach krytycznych posiłkowano się pomocą miejscowych gospodarzy. Nocą, około 2.00, pułk stanął na dłuższy odpoczynek w rejonie Dąbrówki. Marsz kontynuowano rankiem i o 9.00 pododdziały przeszły Rozogę, a cztery godziny później osiągnęły zaplanowany rejon w okolicach wsi Brzozówka i Gibałka.
Na odprawie w Lelisie przygotowano plan wspólnego uderzenia batalionów 42 i 71 pp w kierunku szosy Myszyniec–Kadzidło–Dylewo. I/71 pp miał nacierać na Kadzidło, a II/42 pułku piechoty na Dylewo. Działania obu batalionów trafiły jednak w próżnię. W tych okolicach nie było już Niemców. Atak okazał się spóźniony o dobę. Zmęczone marszami bataliony 71 pp otrzymały rozkaz odwrotu za Narew. Pułk zdążył jednak cofnąć się tylko do Rozogi, a tu gen. Młot-Fijałkowski nakazał zmianę kierunku marszu ku wsi Durlasy. 5 września o 3.00 pułk przekroczył Narew w Ostrołęce, a o 5.30 osiągnął wyznaczony cel. Pod Laskowcem odpoczywał cały dzień.

#### Przegrupowanie w rejon Różana
W tym czasie na lewym skrzydle wytworzyła się niebezpieczna sytuacja, związana z możliwością oskrzydlenia całej SGO „Narew”. Wobec powyższego, Naczelny Wódz nakazał dowódcy SGO dokonanie częściowego przegrupowania podległych mu wojsk w celu przejęcia odcinka „Różan”. Generał Czesław Młot-Fijałkowski postanowił wycofać spod Wizny III/71 pp i włączyć go w skład macierzystego pułku w rejonie Ostrołęka–Wojciechowice. 71 pułk piechoty, w przypadku uderzenia polskiej 33 Dywizji Piechoty wzdłuż prawego brzegu Narwi, miał zapewnić osłonę skrzydła zgrupowania uderzeniowego. Wiązało się to z przemieszczeniem pułku do lasu w rejon wsi Borawe, z wysunięciem ubezpieczeń pod Gierwaty.Tu do 71 pp dołączył z odcinka Wizna batalion III/71 pp. Na odcinku Wizna po odejściu III/71 pp pozostały i później dołączyły do pułku pluton artylerii piechoty i pluton pionierów. Pułk przemieścił się w nakazany rejon, a ppłk dypl. Adam Zbijewski rankiem 6 września pojechał do wsi Drwęcz, by spotkać się z dowódcą 33 Dywizji Piechoty. Nie zastał tam jednak oddziałów polskich. Pułk przygotował zatem stanowiska obronne w kierunku południowym i wschodnim. W tym czasie razem w odwodzie SGO „Narew”, w gotowości natarcia na kierunek Różana, stało 11 batalionów piechoty i 5 dywizjonów artylerii. Niestety, było już za późno na skuteczne zablokowanie Niemców. Nocą 5 września pierwsze grupy niemieckie sforsowały Narew. Główna północna linia obrony została przerwana na styku SGO „Narew” i Armii „Modlin”.
Dla Niemców droga do przepraw przez Bug stanęła teraz otworem, a oddziałom SGO „Narew” groziło odcięcie dróg wycofania.
Niewłaściwa ocena przeciwnika, przeprowadzona przez polskich dowódców, nakazywała 71 pułkowi piechoty pozostawać w gotowości do natarcia. Przy pułku znajdował się też dowódca dywizji płk dypl. Stefan Kossecki. Nocą z 6 na 7 września dwa bataliony pułku zajęły stanowiska w rejonie Lipianki i Karnianki i prowadziły rozpoznanie w kierunku Cisk – Kruszewo. III batalion stał w rejonie Borowe i stanowił odwód dowódcy dywizji.
6 września z terenu Prus Wschodnich nad Narew podeszły niemieckie kolumny pancerne 3 Armii. Należało dokonać wyboru – czy likwidować za wszelką cenę wyrwę pod Różanem, czy zawrócić odwody na pozycje nadnarwiańskie?
7 września rano niespodziewanie w gajówce Borowe pojawił się gen. Czesław Młot-Fijałkowski. Wyjaśnił swą determinację przygotowania natarcia na Różan, które to miało ruszyć następnego dnia o świcie. Zgodnie z rozkazem 71 pp pomaszerował do rejonu Cisk – Żłobin, skąd miał atakować na Goworowo. W nocy został jednak zawrócony i rankiem 8 września odpoczywał w rejonie Borowe. Brak jednoznacznych decyzji skutkował zmęczeniem żołnierzy, ich zniechęceniem i niewiarą w dowódców.

#### Odwrót
Ranem 8 września dotarł do gen. Młota-Fijałkowskiego rozkaz Naczelnego Wodza o konieczności odwrotu SGO „Narew” w ogólnym kierunku na Brześć. Dowódca dywizji poinformował ppłk. Zbijewskiego, że dywizja odchodzi na rzekę Ruż, by zagiąć południowe skrzydło. Postawił też zadanie z którego wynikało, że z nadejściem zmroku 71 pułk piechoty z II dywizjonem artylerii lekkiej, 18 dywizjonem artylerii ciężkiej, baterią przeciwlotniczą i grupą taborów powinien rozpocząć marsz w kierunku Czarnowiec – Rzekuń – Susk – Janochy – Grucele – Opęchowo – Kleczkowo do rejonu Żyźniewo – Kamieniowo – Zawady. Od południa pułk wystawi ubezpieczenie w sile: III/71 pp z 5 baterią 18 pułku artylerii lekkiej. Ubezpieczenie maszerować miało po osi Drwęcz – Zamość – Troszyn – Dąbek.
O zmroku, około 21.00, kolumna główna 71 pp rozpoczęła marsz odwrotowy i bez przeszkód rankiem dnia następnego znalazła się za rzeką Ruż. Poszczególne bataliony stanęły w rejonach: III w lesie Żyźniewo, II na stacji kolejowej Żyźniewo, a I w lesie na północ od Zawady. Do końca dnia na terenie zajmowanym przez 71 pp panował względny spokój.
Po południu ze sztabu SGO „Narew” nadszedł rozkaz zapowiadający odwrót na zachodni skraj Czerwonego Boru. Na rozkaz do wymarszu czekano jednak dobę. W tym zaś czasie nieprzyjaciel wprowadził w rejon obrony SGO cztery związki taktyczne. Groziło okrążenie. Działała też V kolumna. Dywersanci wysadzili składy amunicyjne w Śniadowie.
Około 17.00 nieprzyjaciel zaatakował w Tyszkach szwadrony polskiej kawalerii. Wobec zagrożenia z południa, dowódca pułku nakazał kontratak siłami I batalionu. Batalion osiągnął nakazane cele właściwie bez walki, stwierdzając jedynie obecność nielicznych patroli wroga.

#### Walki pod Jakacią
Dowódca 18 Dywizji Piechoty, pułkownik Kossecki, nakazał uderzyć dwoma batalionami 71 pułku piechoty w rejon Jakaci. Przygotowania i przebieg tej akcji koordynował dowódca piechoty dywizyjnej płk Aleksander Hertel. Główne uderzenie miał wykonać I batalion w kierunku Szabły Stare – Szabły Nowe – Jakać. Będący w drugim rzucie II batalion miał ubezpieczać natarcie od strony wschodniej. Celem akcji było wyrzucenie nieprzyjaciela poza Ruż, rozpoznanie na kierunku Ostrowi Mazowieckiej i nawiązanie współdziałania z brygadami kawalerii.
10 września o 3.30 artyleria polska zaskoczyła kolumnę niemiecką ogniem 18 dywizjonu artylerii ciężkiej i baterii 18 pal. Kompanie pierwszego rzutu uderzyły na bagnety, zajęto Szabły Nowe. Niemcy starali się za wszelką cenę bronić szosy Łomża – Ostrów Mazowiecka, na której stał sprzęt zmotoryzowany. Wkrótce w ogniu stanęły pobliskie wioski, a do walki włączyła się niemiecka artyleria. Zdecydowane natarcie I/71 pp pozwoliło opanować Jakać Dworną, szosę i las. Zdobyto cały sprzęt motorowy i pancerny oddziału rozpoznawczego Dywizji Pancernej „Kempf”. Straty własne wyniosły 18 ludzi, w tym 5 zabitych. Efektowne zwycięstwo powiększone zostało jeszcze poprzez wejście do pościgu 1 pułku Ułanów Krechowieckich i 3 pułku Szwoleżerów Mazowieckich. Piechota 71 pułku we wczesnych godzinach popołudniowych została wycofana do rejonu lasów Kamieniowo – Żyźniewo.
O 21.00 dowódca pułku otrzymał nowe rozkazy. Jako że wiedziano już o zajęciu przez Niemców Zambrowa, zdecydowano się utorować sobie drogę siłą. Na Zambrów uderzyć miał 71 pp przy wsparciu II dywizjonu 18 pal i 18 dac. Bataliony I i III miał maszerować z okolic Śniadowa przez Tabądź i Zakrzewo Stare do lasu na wschód od Ćwikły, by z tej podstawy nacierać na centrum miasta. II batalion dostał marszrutę przez poligon Czerwony Bór, Krajewo i Łętowo, by dotrzeć do Wądołek i stąd nacierać na koszary pułkowe. Pułki 33 i 42 miały oderwać się od nieprzyjaciela, odejść w rejon Długoborza i Osowca i dalej maszerować na przeprawę przez Bug w Nurze.

#### Bój o Zambrów[h]
Zajęcie Zambrowa przez niemiecką 20 Dywizję Zmotoryzowaną z XIX KPanc. gen. Heinza Guderiana oznaczało praktycznie otoczenie 18 DP. W celu umożliwienia wyjścia Dywizji z okrążenia należało odbić z rąk niemieckich Zambrów i otworzyć drogę w kierunku na Nur nad Bugiem, a więc walka o Zambrów była dla 18 Dywizji szansą wyjścia z okrążenia w kierunku przeprawy przez Bug.
Dowódca dywizji płk dypl. Stefan Kossecki wydał 11 września rano rozkaz do natarcia na Zambrów. Główny ciężar walki spoczywał na 71 pp. Pozycjami wyjściowymi do ataku dla poszczególnych oddziałów pułku były okoliczne lasy: I batalion wyruszył ze wsi Sędziwuje, II batalion z północnego skraju lasu Wądołki-Bućki a III batalion z pozycji wyjściowej z rejonie Zakrzewa Starego. W rozkazie postawiono poszczególnym oddziałom następujące zadania:
- III batalion 71 pp wznowi dotychczasowe natarcie, zajmie Pruszki i północno-zachodni skraj Zambrowa,
- I batalion 71 pp opanuje środkową część Zambrowa, po czym przejdzie do obrony na wschodnim skraju miasta, zamykając wyloty szos na Białystok i Wiznę,
- 18 dac zapewni wsparcie natarcia I i III batalionów 71 pp,
- II batalion 71 pp zdobędzie koszary w Zambrowie, a następnie przejdzie do obrony tego rejonu,
- wydzielone oddziały 33 pp zdobędą i utrzymają wzgórze 128.5 oraz m. Nagórki-Jabłoń, ubezpieczając III batalion 71 pp z kierunku północnego.

W czasie zaciętych walk III batalion, wraz z 6/18 pal pod silnym ostrzałem przeciwnika, osiągnął Pruszki, a potem północno-zachodnią część Zambrowa. Jednak po kolejnych silnych przeciwnatarciach niemieckich po godz. 14.00 wycofał się w rejon Zakrzewa. Ponawiane natarcia III batalionu odrzuciły oddziały niemieckiego 90 pp zmot. na skraj Zambrowa. W wyniku zaciętych walk rannych zostało bardzo dużo żołnierzy batalionu, w tym mjr Jakub Fober, kpt. Klemens Janitz, por. Bolesław Kotecki, por. rez. Morawski. Wśród licznych poległych znaleźli się por. Stanisław Świstek, ppor. rez. Buczkowski. Dowodzenie batalionem przejął por. Czesław Wiśniewski.
I batalion wraz z 5/18 pal, pod silnym ogniem nieprzyjacielskich ckm-ów, około godz. 12 osiągnął rynek w Zambrowie, gdzie jego natarcie zostało zatrzymane. Już w tej fazie walk batalion poniósł ciężkie straty; polegli między innymi kpt. Romuald Kudukis – dowódca 1 kompanii strzeleckiej oraz kpt. Władysław Dąbrowski – dowódca 1 kompanii ckm. Ranny został kpt. Tadeusz Dworak. Dowodzenie batalionem przejął por. Bronisław Piotrowicz. Walki toczyły się o poszczególne – z reguły płonące – domy. Około godz. 14 rozpoczęło się niemieckie przeciwnatarcie, w wyniku którego polskie oddziały zostały wyparte z Zambrowa. Około godz. 17 dowódca pułku ppłk Adam Zbijewski wycofał z walki I batalion, którego straty wynosiły ponad 50%, kierując go do rejonu miejscowości Sędziwuje. Zabrano ze sobą 30 jeńców niemieckich.
II batalion po potyczce wyparł niemiecki pododdział piechoty z Wądołek Starych. Następnie batalion rozwinął się do natarcia na wysokości strzelnicy i cegielni w Wądołkach w kierunku koszar pułku. Na skraju lasu w pobliżu miejscowości Długobon, we mgle doszło do 30 minutowej bratobójczej walki pomiędzy 3 szwadronem 1 pułku ułanów Krechowieckich a 4 kompanią strzelecką II batalionu 71 pp. Byli ranni po obu stronach, a zginął ppłk Jan Litewski dowódca ułanów Krechowieckich. O godz. 10.30 II/71 pp przystąpił do opóźnionego natarcia. Niemiecka piechota w trakcie bratobójczej walki wysunęła swoje placówki na wysokość strzelnicy i cegielni. Pod silnym ogniem przeciwnika natarcie załamało się na pozycjach wyjściowych. Ataki ponawiano kilkakrotnie i ostatecznie o godz. 14.00 II/71 pp przeszedł do obrony. W pierwszej fazie ataku poległ dowódca batalionu mjr Stanisław Knapik oraz por. Stefan Stawecki, por. Witalis Attinger, batalion poniósł ciężkie straty. Na rozkaz dowódcy pułku, około godz.2.00, batalion wycofał się w rejon miejscowości Krajewo-Korytki. Tam dowództwo nad batalionem przejął por. Seweryn Kwiatkowski. Dalsze walki o Zambrów prowadził 71 pp, aż do wieczora ostatecznie został z niego wyparty.

#### Ostatnie walki pod Łętownicą i Andrzejewem
Po wyjściu z Zambrowa 71 pp zajął obronę I batalionem w rejonie Krajowo-Łętowo, II batalion Krajewo-Korytki z 2/18 pal, a III batalion w Zakrzewie, ubezpieczając wycofanie się 18 DP przez miasto Ostrożne. Pułk pomaszerował przez Grzymały, Nowy Borek do Łętowni. 12 września wypoczywał i reorganizował dowodzenie i kompanie. Wystawiono placówki, niemiecki pododdział pancerno-motorowy wypadem zajął Ostrożne. Po bitwie o Zambrów podjęto próbę przebicia się pozostałych oddziałów 18 DP na kierunku Andrzejewa, jednak ogromna przewaga wroga w sile 4 dywizji doprowadziła do okrążenia i rozbicia 18 Dywizji Piechoty w czasie ostatniego boju w nocy z 12 na 13 września pod Andrzejewem. 71 pp po dojściu w rejon w pobliżu Andrzejowa, wydzielił pododdział szturmowy do opanowania Andrzejowa Zaatakowano silnie bronione Andrzejewo, oddział szturmowy dywizji z pododdziałem z 71 pp opanował wzgórze 131. Lecz niemiecki kontratak zatrzymał natarcie, ranny został dowódca dywizji płk dypl. Stefan Kossecki. Wkradło się zamieszanie w szeregi dywizji, więzy organizacyjne oddziałów i pododdziałów rozpadły się. Do 14.00 z zebranych pośpiesznie grup żołnierzy utworzono dwie grupy uderzeniowe i jedną odwodową. O godz. 14.30 wykonano kolejne natarcie na Andrzejewo. Zatrzymane o godz. 15.00, a o godz. 16 artyleria dywizji udaremniła niemiecki kontratak. Do wieczora odparto kolejne niemieckie kontrataki. W trakcie walk ranni zostali adiutant pułku kpt. Marian Liskowiak i por. Bronisław Piotrowicz. Po zmroku przygotowano oddział bojowy „Taran“ z składu dywizji, który miał otworzyć drogę na południe poza okrążenie. Dowodzący tym oddziałem płk Aleksander Hertel poległ podczas próby przebicia niemieckiego pierścienia okrążenia. Poległo też kilkunastu podoficerów i strzelców 71 pp. Pozostałość 18 DP nie przebiła się. Z uwagi na brak amunicji i bardzo dużą liczbę rannych ok. 3000 żołnierzy, najstarszy stopniem ppłk Witold Sztarak poddał zgrupowanie dywizji 14 września ok. godz. 7.00. Część żołnierzy podzielona na małe grupki i pojedynczo nocą 13/14 września przebiła się lub przedarła przez niemiecki pierścień okrążenia.
Mogiła zbiorowa poległych na cmentarzu w Zambrowie jest ostatnim śladem, jaki pozostał po żołnierzach, którzy mimo porażającej przewagi wroga, braków w zaopatrzeniu i nieludzkiego zmęczenia okazali hart ducha i znaleźli siły, by stanąć znowu do walki o swoje miasto, wypełniając żołnierski obowiązek do końca.
Po wielu latach, w 67 rocznicę bitwy o Zambrów, umieszczono na mogile tablice z aktualnie udokumentowanym wykazem nazwisk poległych wraz z emblematami w postaci orła Wojska Polskiego II Rzeczypospolitej i odznaki 71 pułku piechoty.

#### Batalion marszowy 71 pp
9 września batalion marszowy 71 pp wymaszerował przez Bielsk Podlaski, Białowieżę do Prużany skąd 15 września pomaszerował w kierunku Pińska. 25 września pod Kobryniem batalion napotkał oddziały sowieckie, z którymi stoczył potyczkę, a następnie rozproszył się.
| Struktura organizacyjna i obsada personalna we wrześniu 1939 | Struktura organizacyjna i obsada personalna we wrześniu 1939 | Struktura organizacyjna i obsada personalna we wrześniu 1939 | Struktura organizacyjna i obsada personalna we wrześniu 1939 |
| Dowództwo i kwatermistrzostwo                                | Dowództwo i kwatermistrzostwo                                | Dowództwo i kwatermistrzostwo                                | Dowództwo i kwatermistrzostwo                                |
| Stanowisko                                                   | Stopień, imię i nazwisko                                     | Stopień, imię i nazwisko                                     | Stopień, imię i nazwisko                                     |
| ------------------------------------------------------------ | ------------------------------------------------------------ | ------------------------------------------------------------ | ------------------------------------------------------------ |
| dowódca pułku                                                | ppłk dypl. Adam Zbijewski                                    | ppłk dypl. Adam Zbijewski                                    | ppłk dypl. Adam Zbijewski                                    |
| I adiutant                                                   | kpt. Marian Liskowiak                                        | kpt. Marian Liskowiak                                        | kpt. Marian Liskowiak                                        |
| oficer informacyjny                                          | ppor. rez. Władysław Mroczek                                 | ppor. rez. Władysław Mroczek                                 | ppor. rez. Władysław Mroczek                                 |
| kwatermistrz                                                 | kpt. adm. (piech.) Eugeniusz Andrzej Wasilewicz              | kpt. adm. (piech.) Eugeniusz Andrzej Wasilewicz              | kpt. adm. (piech.) Eugeniusz Andrzej Wasilewicz              |
| dowódca kompanii gospodarczej                                | ppor. rez. Eugeniusz Bojarski                                | ppor. rez. Eugeniusz Bojarski                                | ppor. rez. Eugeniusz Bojarski                                |
| naczelny lekarz                                              | kpt. lek dr Tadeusz Gisges                                   | kpt. lek dr Tadeusz Gisges                                   | kpt. lek dr Tadeusz Gisges                                   |
|                                                              | I batalion                                                   | II batalion                                                  | III batalion                                                 |
| dowódca batalionu                                            | kpt. Tadeusz Ludwik Dworak                                   | mjr Stanisław Knapik                                         | mjr Jakub Fober                                              |
| dowódca batalionu                                            | por. Bronisław Piotrowicz (od 11 IX 1939)                    | por. Seweryn Kwiatkowski (od 11 IX 1939)                     | por. Czesław Wiśniewski (od 11 IX 1939)                      |
| adiutant                                                     | ppor. rez. Ruszczycki                                        |                                                              | ppor. rez. Edward Buczowski                                  |
| lekarz                                                       |                                                              |                                                              | ppor. rez. lek. Władysław Pręgowski                          |
| dowódca kompanii                                             | kpt. Romuald Kudukis                                         | por. Stefan Stawecki                                         | kpt. Klemens Janitz                                          |
| dowódca plutonu                                              | ppor. rez. Stefan Janicki                                    |                                                              |                                                              |
| dowódca kompanii                                             | por. Eugeniusz Łopato-Naparliński                            | por. Witalis Attinger                                        | por. Stanisław Świstek                                       |
| dowódca plutonu                                              | ppor. rez. Malanowski                                        |                                                              | ppor. Jerzy Grużewski                                        |
| dowódca plutonu                                              | ppor. rez. Lubieniecki                                       |                                                              |                                                              |
| dowódca plutonu                                              | ppor. rez. Kasprzycki                                        |                                                              |                                                              |
| dowódca kompanii                                             | por. rez. Józef Rządzki                                      |                                                              | por. rez. Wacław Karol Morawski                              |
| dowódca plutonu                                              |                                                              |                                                              | ppor. Kazimierz Michalewski                                  |
| dowódca kompanii km                                          | kpt. Władysław II Dąbrowski                                  | por. Seweryn Kwiatkowski                                     | por. Bronisław Kotecki                                       |
|                                                              | kompania przeciwpancerna                                     | pluton pionierow                                             | pluton artylerii piechoty                                    |
| dowódca                                                      | por. Czesław Józef Wiśniewski                                | por. Bronisław Piotrowicz                                    | por. art. Stanisław Brykalski                                |
|                                                              | kompania zwiadu                                              | pluton pgaz.                                                 | pluton łączności                                             |
| dowódca                                                      |                                                              |                                                              |                                                              |

## Symbole pułku
Sztandar
Pierwszy sztandar pułk otrzymał 18 września 1919. Uroczystość wręczenia odbyła się w Pszczonowie. Był to dar miasta i obywateli Łowicza dla 144 pułku strzelców kresowych. Udział w uroczystościach wzięli dowódca 18 Dywizji Piechoty, oficerowie francuscy oraz mieszkańcy Łowicza i włościanie Pszczonowa.
18 grudnia 1923 roku kierownik Ministerstwa Spraw Wojskowych generał broni Stanisław Szeptycki „na mocy dekretów Pana Prezydenta Rzeczypospolitej Polskiej z dnia 4 grudnia 1923 roku, L. 1254.23, L. 1255.23 zatwierdzam wzory chorągwi 5 p. strzelców podhalańskich i 71 pp”.
Chorągiew ofiarowała ludność powiatów: ostrowskiego, węgrowskiego i sokołowskiego. Wręczył go pułkowi 26 sierpnia 1923 w Komorowie generał Lucjan Żeligowski. W czasie uroczystości mszę świętą celebrował bp połowy WP Stanisław Gall. W uroczystościach uczestniczyli także starostowie powiatów fundujących sztandar. Z władz wojskowych byli: gen. Antoni Jastrzębski oraz gen. dyw. Eugeniusz Pogorzelski. Sam sztandar wykonany był zgodnie z obowiązującymi przepisami. Na jednej ze stron płatu znajdowały się nazwy miejscowości, gdzie stoczono najbardziej krwawe bitwy: Brody, Jasiołda, Mława i Szłapań oraz herby miast fundatorów sztandaru.
Po kapitulacji 13 września 1939 roku sztandar został zakopany w miejscowości Łętownica. Prowadzone w 1972 roku jego poszukiwania nie przyniosły rezultatu. W rękach prywatnych zachował się natomiast orzeł od sztandaru. Posiada go Przemysław Wojciechowski z Poznania.
Odznaka pamiątkowa
Ustanowienie odznaki pamiątkowej 144 pułku Strzelców Kresowych uchwalono 9 grudnia 1920. Miała nadawać ją specjalna komisja pod przewodnictwem ówczesnego dowódcy pułku mjr. Mariana Ocetkiewicza. W sumie nadano ich około 400
23 sierpnia 1928 roku generał dywizji Daniel Konarzewski w zastępstwie Ministra Spraw Wojskowych zatwierdził wzór i regulamin odznaki pamiątkowej 71 pułku piechoty.
Odznaka o wymiarach 42x42 mm ma kształt krzyża maltańskiego o ramionach emaliowanych w kolorze białym ze złotymi krawędziami i zakończonymi kulkami. W centrum krzyża tarcza z numerem „71” otoczona granatowo emaliowanym pierścieniem. Na ramionach krzyża wpisano nazwy pól bitewnych z roku „1920 BRODY JASIODŁA MŁAWA SZŁAPAŃ”. Między ramionami krzyża tarcze z orłem wzór 1927, miniatura odznaki Armii Polskiej we Francji, herb Królestwa Włoskiego, herb Węgrowa. Od pierścienia między ramionami krzyża rozchodzi się po 7 promieni złotych do wysokości tarczy. Wśród wyróżnionych były miasta: Zambrów, Ostrów Mazowiecka, Węgrów, Sokołów Podlaski, Łowicz i Mława.
Odznaka oficerska – jednoczęściowa, wykonana w tombaku srebrzonym i złoconym, emaliowana. Wykonawcą odznaki był Wiktor Gontarczyk z Warszawy.

## Żołnierze pułku

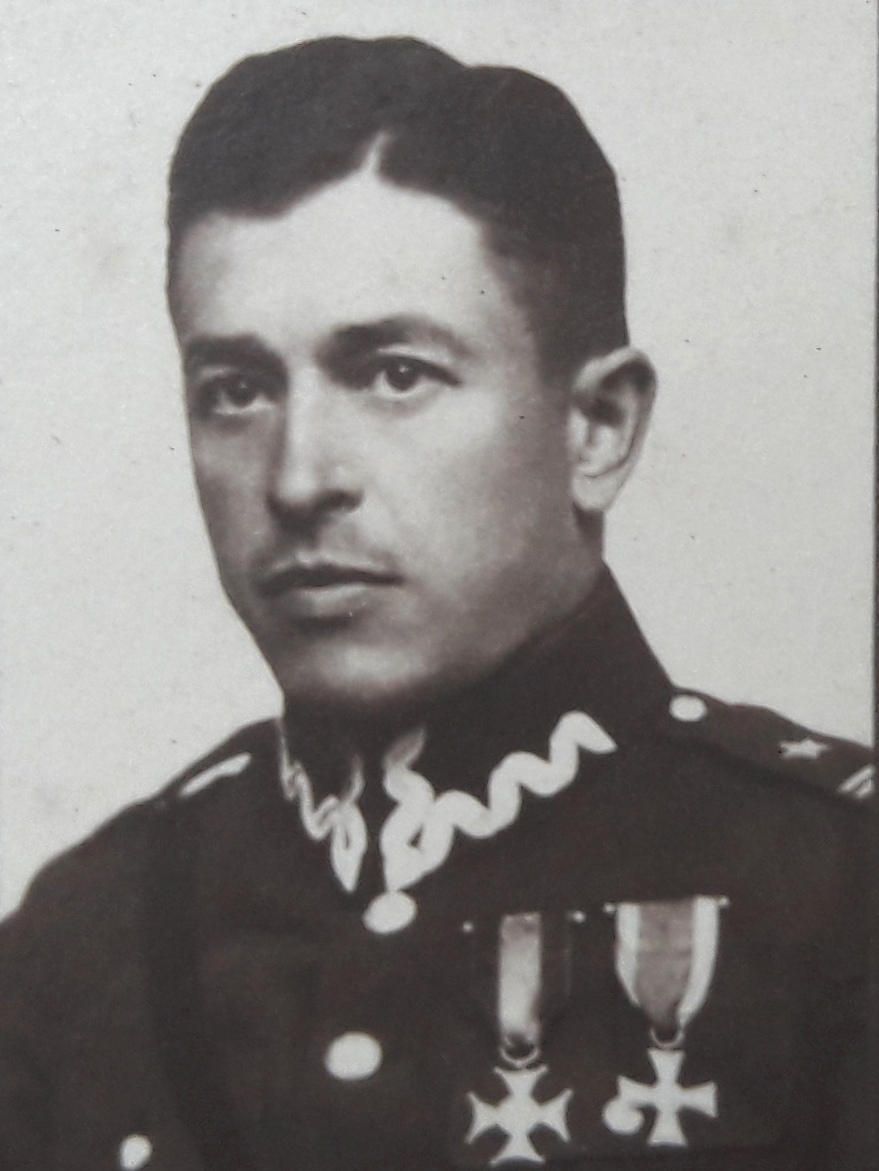
Adam Zbijewski – dowódca pułku we wrześniu 1939

### Obsada personalna dowództwa pułku
| Dowódcy pułku          | Dowódcy pułku                 | Dowódcy pułku            | Dowódcy pułku                             |
| stopień                | imię i nazwisko               | okres pełnienia służby   | kolejne stanowisko                        |
| ---------------------- | ----------------------------- | ------------------------ | ----------------------------------------- |
| kpt.                   | Tadeusz Golachowski           | 21 IV – 26 V 1919        |                                           |
| płk                    | Vincent                       | 26 V – 14 X 1919         |                                           |
| płk                    | Mikołaj Korszun-Osmołowski    | 14 X 1919 – 2 VII 1920   |                                           |
| ppłk piech.            | Karol Jan Krystyn Blok        | 4 VII – 15 VII 1920      |                                           |
| ppłk                   | Marian Ocetkiewicz            | 1 VIII 1920 – 29 V 1925  |                                           |
| płk                    | Mieczysław Boruta-Spiechowicz | 30 V 1925 – 28 VIII 1926 |                                           |
| płk dypl.              | Roman Borzęcki                | 29 VIII 1926 – 1932      |                                           |
| płk dypl.              | Seweryn Łańcucki              | 1932 – 10 X 1937         |                                           |
| płk dypl.              | Orest Teodor Dżułyński        | 11 X 1937 – 22 VI 1939   |                                           |
| ppłk dypl.             | Adam Zbijewski                | 1 VII 1939 – IX 1939     |                                           |
| Zastępcy dowódcy pułku |                               |                          |                                           |
| mjr piech.             | Eugeniusz Wyrwiński           | 9 IV 1924 – 22 V 1925    | dowódca III/63 pp                         |
| ppłk piech.            | Ludwik Franciszek Maciejowski | od 22 V 1925             |                                           |
| ppłk piech.            | Bolesław Andrzej Ostrowski    | II – 31 X 1927           | szef wydziału w Dep. Piech. MSWojsk       |
| ppłk piech.            | Benedykt Majkowski            | 31 X 1927 – 5 XI 1928    | zastępca dowódcy 1 pcz                    |
| ppłk piech.            | Marian Prosołowicz            | 12 III – XII 1929        | p.o. komendanta PKU Tarnowskie Góry       |
| ppłk piech.            | Jan Swarzeński                | 31 I – 18 VI 1930        | dowódca 86 pp                             |
| ppłk piech.            | Stanisław Edward Grodzki      | 1 XI 1930 – 22 XII 1934  | dowódca 57 pp                             |
| ppłk piech.            | Karol Kurek                   | od 6 II 1935             |                                           |
| mjr piech.             | Jan Foryś (II zastępca)       | do IX 1939               | Ośrodek Zapasowy 18 DP, niemiecka niewola |

| Żołnierze 71 pułku piechoty polegli i zmarli z ran | Żołnierze 71 pułku piechoty polegli i zmarli z ran |
| Lista poległych i zmarłych w wojnie 1920           | Lista poległych i zmarłych w wojnie 1920           |
| stopień imię i nazwisko                            | miejsce pochówku                                   |
| -------------------------------------------------- | -------------------------------------------------- |
| szer. Abramiuk Grzegorz                            |                                                    |
| szer. Antoniuk Jan                                 |                                                    |
| kpr. Augustyn Walerian                             |                                                    |
| kpr. Baczkiewicz Wincenty                          |                                                    |
| kpt. Bachman Arnold                                |                                                    |
| st. szer. Bąk Ludwik                               |                                                    |
| szer. Balcerek Władysław                           |                                                    |
| szer. Bielecki Walenty                             |                                                    |
| szer. Bilski Wincenty                              |                                                    |
| szer. Borysiuk Filomen                             |                                                    |
| st. szer. Bożek Władysław                          |                                                    |
| ppor. Berezecki Józef                              |                                                    |
| szer. Buca Stanisław                               |                                                    |
| szer. Chmielewski Józef                            |                                                    |
| szer. Cichosz Nowos                                |                                                    |
| szer.b Cierartkajan                                |                                                    |
| szer. Cymbał Marcin                                |                                                    |
| szer. Czapski Bronisław                            |                                                    |
| szer. Czepiński Stanisław                          |                                                    |
| szer. Częszkal Władysław                           |                                                    |
| szer. Dąbek Józef                                  |                                                    |
| st. szer. Filipowicz Jakub                         |                                                    |
| kpr. Gabryś Andrzej                                |                                                    |
| szer. Germelewski Roman                            |                                                    |
| szer. Gierzyński Artur                             |                                                    |
| szer. Głąb Jan                                     |                                                    |
| szer. Głodowski Franciszek                         |                                                    |
| ppor. Grochal Adam                                 |                                                    |
| szer. Goron Moszko                                 |                                                    |
| szer. Górski Alter                                 |                                                    |
| szer. Grela Jan                                    |                                                    |
| szer. Grudziński Wincenty                          |                                                    |
| szer. Gruszczyński Ignacy                          |                                                    |
| szer. Grydziuszko Wincenty                         |                                                    |
| szer. Gunia Stanisław                              |                                                    |
| szer. Guński Walter                                |                                                    |
| st. szer. Gwizdek Franciszek                       |                                                    |
| kpr. Ignarski Jan                                  |                                                    |
| szer. Jabłoński Włodzimierz                        |                                                    |
| szer. Jakubowski Franciszek                        |                                                    |
| szer. Jakubowicz Lejzor                            |                                                    |
| plut. Jankowski Władysław                          |                                                    |
| ppor. Janocha Władysław                            |                                                    |
| st. szer. Joachimiak Ignacy                        |                                                    |
| kpr. Jóźwiak Wojciech                              |                                                    |
| szer. Karolewicz Franciszek                        |                                                    |
| szer. Kapela Jan                                   |                                                    |
| kpr. Kaszowski Tomasz                              |                                                    |
| szer. Kazio Bolesław                               |                                                    |
| szer. Kiełcikowski Józef                           |                                                    |
| szer. Anioła Jan                                   |                                                    |
| szer. Koczela Władysław                            |                                                    |
| szer. Komorowski Wilhelm                           |                                                    |
| ppor. Korsak Józef                                 |                                                    |
| szer. Kowal Józef                                  |                                                    |
| szer. Kowalczyk Józef                              |                                                    |
| szer. Kowalik Antoni                               |                                                    |
| szer. Krajewski Ignacy                             |                                                    |
| szer. Kramer Jan                                   |                                                    |
| szer. Krawczyk Robert                              |                                                    |
| szer. Krzyżaniak Wacław                            |                                                    |
| st. szer. Kubiak Wojciech                          |                                                    |
| szer. Kubicki Kazimierz                            |                                                    |
| szer. Kubit Józef                                  |                                                    |
| szer. Kuzioł Bolesław                              |                                                    |
| szer. Kuta Stanisław                               |                                                    |
| Kwiatosz Jan                                       |                                                    |
| plut. Lasocki Lucjan                               |                                                    |
| szer. Lender Robert                                |                                                    |
| st. szer. Lewandowski Władysław                    |                                                    |
| szer. Łusakowski Kazimierz                         |                                                    |
| szer. Machniej Józef                               |                                                    |
| szer. Majewski Bolesław                            |                                                    |
| szer. Mały Jan                                     |                                                    |
| szer. Mamcarz Józef                                |                                                    |
| szer. Maruszewski Piotr                            |                                                    |
| szer. Matlejewski Zygmunt                          |                                                    |
| szer. Matusiak Franciszek                          |                                                    |
| szer. Matuszek Ignacy                              |                                                    |
| szer. Mierzejewski Czesław                         |                                                    |
| szer. Misiok Józef                                 |                                                    |
| szer. Modnij                                       |                                                    |
| szer. Mrugała Józef                                |                                                    |
| szer. Musiał Stanisław                             |                                                    |
| szer. Muszyński Mieczysław                         |                                                    |
| plut. Nawalany Władysław                           |                                                    |
| szer. Nawrot Aleksander                            |                                                    |
| szer. Nieznański Rudolf                            |                                                    |
| szer. Nowosad Aleksander                           |                                                    |
| szer. Nowosad Tichon                               |                                                    |
| szer. Okupniak Michał                              |                                                    |
| szer. Osiński Walenty                              |                                                    |
| st. szer. Papański Józef                           |                                                    |
| szer. Parapura Stanisław                           |                                                    |
| plut. Patryjarcha Stanisław                        |                                                    |
| szer. Pawlisz Szymon                               |                                                    |
| szer. Pieciakjan                                   |                                                    |
| szer. Piorun Jan                                   |                                                    |
| szer. Przywecki Antoni                             |                                                    |
| szer. Przybylski Jan                               |                                                    |
| szer. Rakus Andrzej                                |                                                    |
| ppor. Reron Edmund                                 |                                                    |
| st. szer. Rezler Wacław                            |                                                    |
| plut. Rogaliński Józef                             |                                                    |
| st. szer. Roziński Bogumił                         |                                                    |
| szer. Rodkier Moszko                               |                                                    |
| szer. Rzepnicki Aleksander                         |                                                    |
| szer. Samilakjan                                   |                                                    |
| szer. Sawicki Piotr                                |                                                    |
| szer. Ścibor Stanisław                             |                                                    |
| szer. Sieron Jan                                   |                                                    |
| szer. Skrzypek Jan                                 |                                                    |
| szer. Skupiński Czesław                            |                                                    |
| szer. Stefański Józef                              |                                                    |
| pchor. Strzelecki Stanisław                        |                                                    |
| plut. Świder Stanisław                             |                                                    |
| st. szer. Świder Stanisław                         |                                                    |
| szer. Świderek Jan                                 |                                                    |
| ppor. Szymanowicz Mieczysław                       |                                                    |
| szer. Szampora Ernest                              |                                                    |
| szer. Szczepański Franciszek                       |                                                    |
| szer. Szewczuk Adam                                |                                                    |
| szer. Szostakiewicz Jan                            |                                                    |
| kpr. Szulc Jan                                     |                                                    |
| szer. Szulc Maksymilian                            |                                                    |
| st. szer. Szymczakowski Teofil                     |                                                    |
| szer. Tomczyk Michał                               |                                                    |
| szer. Trzanowicz Lejba                             |                                                    |
| szer. Walczyszewski Kazimierz                      |                                                    |
| szer. Wańtraub Jankiel                             |                                                    |
| szer. Wcisko Stanisław                             |                                                    |
| szer. Węziak Władysław                             |                                                    |
| szer. WereskiJan                                   |                                                    |
| szer. Wiatr Izydor                                 |                                                    |
| kpr. Wichliński Antoni                             |                                                    |
| kpr. Wiktorski Franciszek                          |                                                    |
| sierż. Wiłrzylak Marian                            |                                                    |
| szer. Witczak Walenty                              |                                                    |
| szer. Włodarek Stanisław                           |                                                    |
| st. szer. Włodyga Antoni                           |                                                    |
| szer. Wojcieszak Jakub                             |                                                    |
| kpr. Woźniak Franciszek                            |                                                    |
| plut. Wróbel Jan                                   |                                                    |
| szer. Wysocki Wilhelm                              |                                                    |
| szer. Zagolski Jan                                 |                                                    |
| plut. Zając Jan                                    |                                                    |
| szer. Zbieralski Stanisław                         |                                                    |
| szer. Zieliński Franciszek                         |                                                    |
| szer. Zegota Franciszek                            |                                                    |
| szer. Żmijewski Jan                                |                                                    |
| szer. Żugolski Jan                                 |                                                    |
| szer. Żyła Wacław                                  |                                                    |
| Polegli w czasie przewrotu majowego 1926           |                                                    |
| szer. Konstanty Dobosz                             |                                                    |
| kpt. Kazimierz Hodbod                              |                                                    |
| szer. Edward Głowacki                              |                                                    |
| kpr. Franciszek Grudziak                           |                                                    |
| szer. Josec Lomeranc                               |                                                    |
| szer. Kirył Romaniuk                               |                                                    |
| szer. Władysław Rupiński                           |                                                    |
| szer. Karol Skurzyński                             |                                                    |
| kpt. Stefan Steblecki                              |                                                    |
| Sidor Stelmaszczuk                                 |                                                    |
| szer. Władysław Szwejk                             |                                                    |
| szer. Jan Gustaw Wreder                            |                                                    |
| szer. Franciszek Wykowski                          |                                                    |

### Żołnierze 71 pułku piechoty – ofiary zbrodni katyńskiej
Biogramy ofiar zbrodni katyńskiej znajdują się między innymi w bazach udostępnionych przez Ministerstwo Kultury i Dziedzictwa Narodowego oraz Muzeum Katyńskie.
| Nazwisko i imię          | stopień              | zawód                     | miejsce pracy przed mobilizacją       | zamordowany |
| ------------------------ | -------------------- | ------------------------- | ------------------------------------- | ----------- |
| Chojnacki Leon           | ppor. rez.           | nauczyciel                | Instytut Głuchoniemych i Ociemniałych | Katyń       |
| Choromański Aleksander   | ppor. rez.           | urzędnik                  | Urząd Skarbowy w Ostrowi Maz.         | Katyń       |
| Dobrzański Józef         | ppor. rez.           | technik                   |                                       | Katyń       |
| Gdaniec Jan Alfons       | ppor.                | żołnierz zawodowy         |                                       | Katyń       |
| Gładysiewicz Emil Wiktor | por. rez.            | nauczyciel                | kier. Szkoły Powszechnej w Domanowie  | Katyń       |
| Grabarczyk Kazimierz     | ppor. rez.           | handlowiec                | inspektor OPLG w Janowie Lub.         | Katyń       |
| Grabowski Leon           | ppor. rez.           | student                   |                                       | Katyń       |
| Juraszek Wacław          | ppor. rez.           |                           |                                       | Katyń       |
| Kapelański Tadeusz       | ppor. rez.           |                           | pracował w Łomży                      | Katyń       |
| Kikoła Wacław            | ppor. rez.           |                           |                                       | Katyń       |
| Konarzewski Tadeusz      | ppor. rez.           | mierniczy                 | pracował w Warszawie                  | Katyń       |
| Kotecki Bronisław        | por.                 | żołnierz zawodowy         |                                       | Katyń       |
| Krawczyk Józef           | ppor. rez.           | technik przemysłu leśnego | Fabryka Dykt – Białystok Dojlidy      | Katyń       |
| Kusz Adolf               | ppor. rez.           | prawnik                   |                                       | Katyń       |
| Łebkowski Józef          | por. rez.            | nauczyciel                | szkoła rolnicza w Łowiczu             | Katyń       |
| Mikucki Aleksander       | ppor. rez.           | rolnik                    |                                       | Katyń       |
| Nestorowicz Józef        | ppor. rez.           | nauczyciel                | Szkoła Powszechna w Krzemieniu        | Katyń       |
| Olesiński Wojciech       | ppor. rez.           | inżynier                  |                                       | Katyń       |
| Olszewski Eugeniusz      | ppor. rez.           | urzędnik                  | Urząd Skarbowy w Grajewie             | Katyń       |
| Osuch Kazimierz          | ppor. rez.           | urzędnik                  | notariat w Węgrowie                   | Katyń       |
| Pawłowski Jan            | plut.pchor.          | żołnierz zawodowy         |                                       | Katyń       |
| Polakowski Władysław     | kpt. rez.            | inżynier agronom          | Urząd Wojewódzki w Poznaniu           | Katyń       |
| Sikora Aleksander        | ppor. rez.           | pracownik naukowy         | Uniwersytet Warszawski                | Katyń       |
| Siwik Franciszek         | ppor. rez.           | nauczyciel                | szkoła w Czaplinku                    | Katyń       |
| Splitt Józef Romuald     | kpt. piech.          | oficer służby stałej      |                                       | Katyń       |
| Sucharski Czesław        | ppor.                | nauczyciel                | Szkoła Powszechna w Księżynie         | Katyń       |
| Swoboda Stanisław        | ppor. rez.           | dziennikarz               |                                       | Katyń       |
| Szulakowski Maciej       | ppor. rez.           | dziennikarz               |                                       | Katyń       |
| Trepkowski Czesław       | ppor. rez.           | prawnik                   |                                       | Katyń       |
| Żelazowski Stefan        | ppor. rez.           | urzędnik                  |                                       | Katyń       |
| Baranowski Marian        | podporucznik rezerwy | nauczyciel                |                                       | Charków     |
| Grochowalski Władysław   | podporucznik rezerwy | absolwent SGGW            |                                       | Charków     |
| Juraszczyk Jan           | podporucznik rezerwy | lekarz weterynarii        |                                       | Charków     |
| Krystyniak Mieczysław    | chorąży              | żołnierz zawodowy         |                                       | Charków     |
| Nosowicz Olgierd         | podporucznik rezerwy |                           |                                       | Charków     |
| Ostrowski Tadeusz        | porucznik w st. sp.  | technik                   |                                       | Charków     |
| Perzanowski Piotr        | podporucznik rezerwy |                           | Urząd Skarbowy w Warszawie            | Charków     |
| Solarski Stanisław       | podporucznik rezerwy | urzędnik                  |                                       | Charków     |
| Wroniecki Józef          | kapitan              | żołnierz zawodowy         |                                       | Charków     |
| Wrzesiński Stefan        | podporucznik rezerwy | mgr filozofii             |                                       | Charków     |
| Zakrzewski Jan           | podporucznik rezerwy | nauczyciel                | kier. szkoły w Kalinowie              | Charków     |
| Zipser Witold Janusz     | podporucznik rezerwy | inżynier budownictwa      | Zarząd Drogowy Brześć                 | Charków     |
| Hamerliński Jerzy        | ppor. rez            | handlowiec                |                                       | ULK         |
| Podbielski Norbert       |                      |                           |                                       | Kalinin     |

## Upamiętnienie

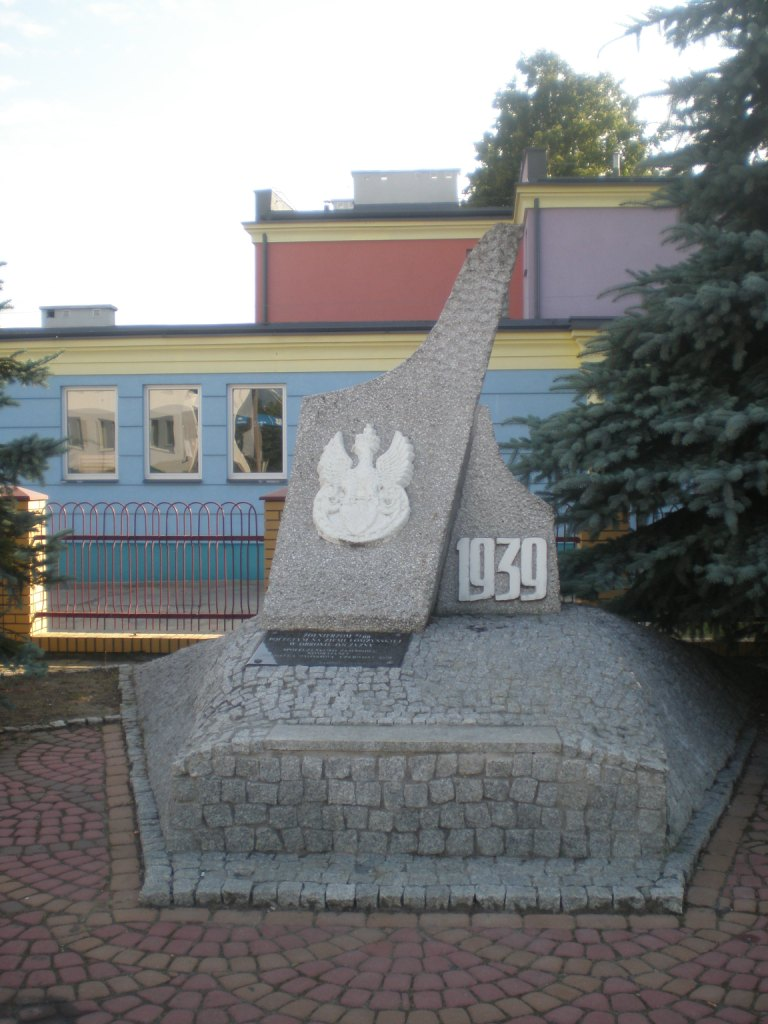
Pomnik ku czci żołnierzy 71 pp poległych we wrześniu 1939[n]